# Berlin-Charlottenburg
Charlottenburg ist seit 2001 ein Ortsteil des Bezirks Charlottenburg-Wilmersdorf von Berlin.
Im Jahr 1705 als Stadt gegründet, wurde Charlottenburg 1893 zur Großstadt, die zeitweise die Gemeinde mit dem höchsten Steueraufkommen pro Kopf im Deutschen Reich gewesen war. Bei der Eingemeindung 1920 nach Groß-Berlin wurde daraus der Bezirk Charlottenburg. Nach der Fusion mit dem damaligen Bezirk Wilmersdorf zum neuen Bezirk Charlottenburg-Wilmersdorf bei der Verwaltungsreform 2001 wurde der Bezirk Charlottenburg zum Ortsteil herabgestuft. Eine Neuordnung der Ortsteile des Bezirks Charlottenburg-Wilmersdorf erfolgte 2004, wodurch das Gebiet des ehemaligen Bezirks Charlottenburg in die heutigen Ortsteile Westend, Charlottenburg-Nord und Charlottenburg aufgeteilt wurde.
Charlottenburg besteht heute größtenteils aus Gründerzeitvierteln.

## Geographie

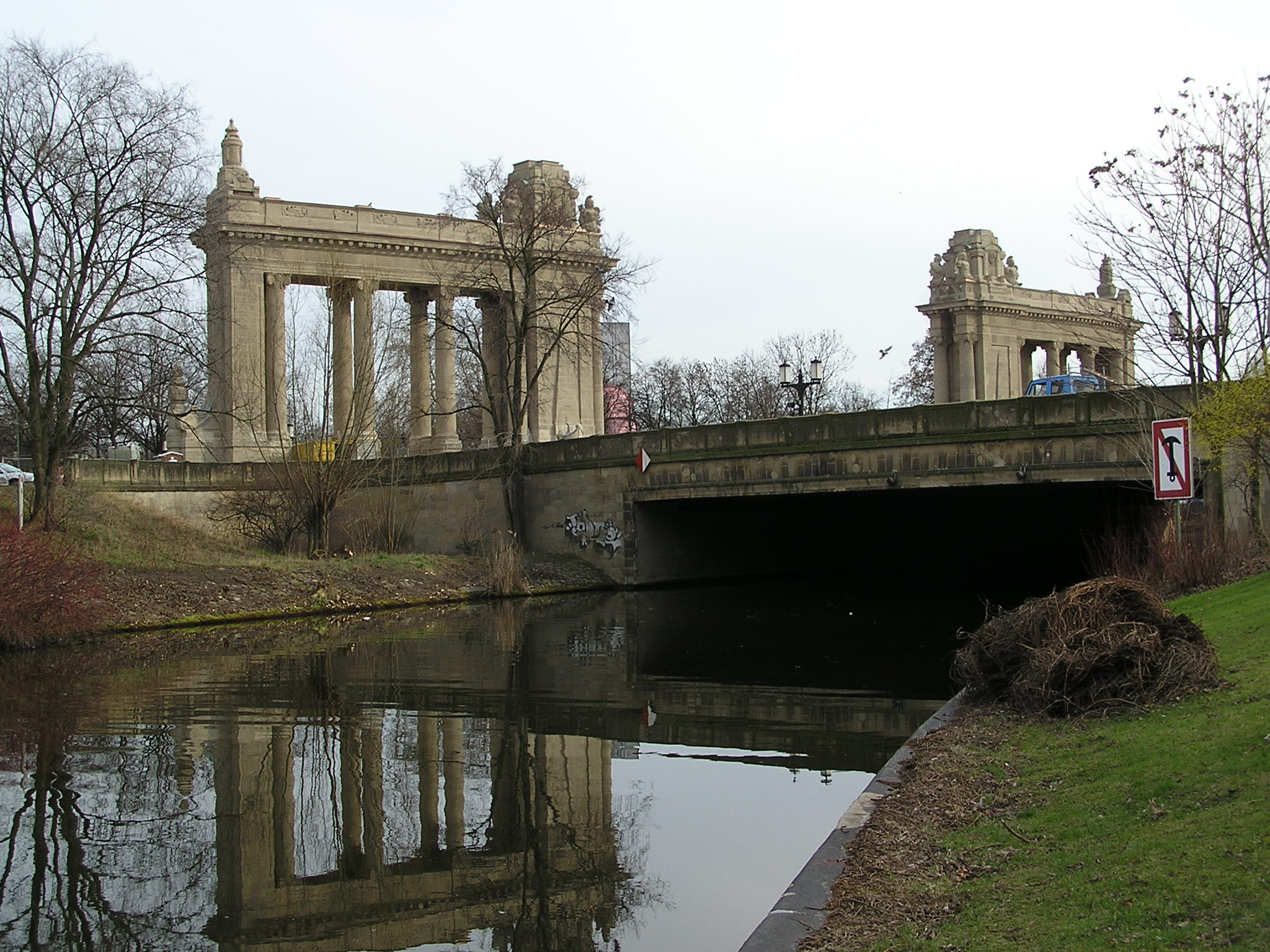
Charlottenburger Tor an der Grenze zum Ortsteil Tiergarten

Der Ortsteil Charlottenburg liegt im Berliner Urstromtal, während Teile des westlich angrenzenden Ortsteils Westend (bis September 2004 zu Charlottenburg) auf der Hochfläche von Teltow (Landschaft) gelegen sind.

### Grenzen
Charlottenburg wird begrenzt
- westlich durch die Ringbahn (hier grenzt Westend an),
- nördlich durch die Spree bis zum Bahnhof Jungfernheide, von dort in östlicher Richtung durch den S-Bahn-Ring (hier grenzt Charlottenburg-Nord an),
- östlich zunächst weitgehend durch den Charlottenburger Verbindungskanal und anschließend durch die Spree bis Siegmunds Hof (hier grenzen Moabit und das Hansaviertel an), dann zickzackförmig am Zoologischen Garten entlang bis zum Olof-Palme-Platz (hier grenzt Tiergarten an),
- südöstlich durch die Nürnberger Straße (hier grenzt Schöneberg an),
- südlich durch den Verlauf Eislebener Straße – Rankestraße – Lietzenburger Straße – Olivaer Platz – Kurfürstendamm bis Lehniner Platz (hier grenzt Wilmersdorf an), dann Damaschkestraße – Holtzendorffstraße – S-Bahn-Trasse der Wetzlarer Bahn bis zum Bahnhof Westkreuz (hier grenzt Halensee an).

### Ortslagen und Stadtquartiere

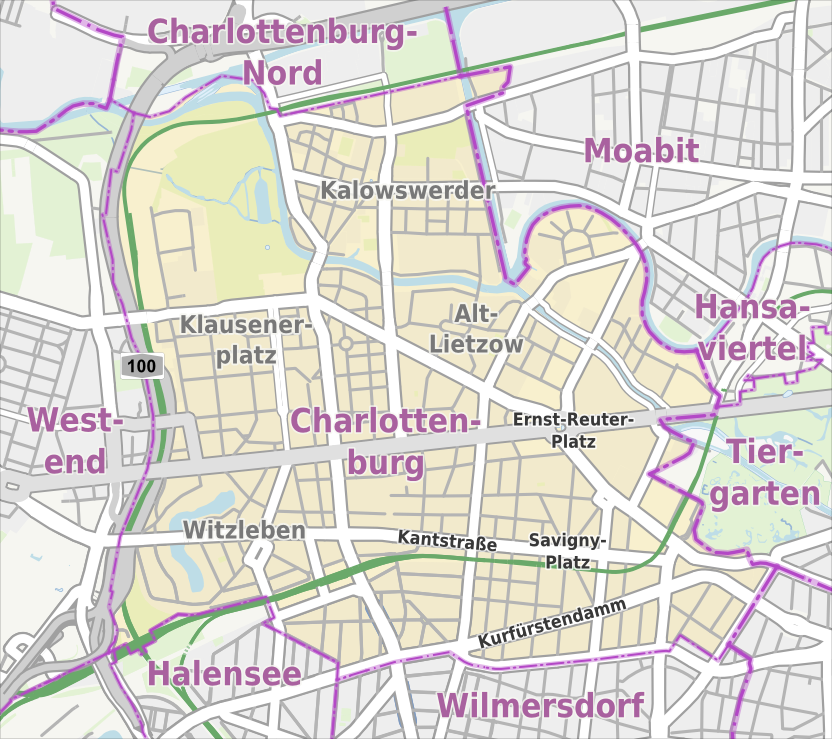
Ortsteil Charlottenburg mit ausgewählten Ortslagen

Unterhalb der amtlichen Gliederung, nach der der ehemalige Bezirk Charlottenburg laut Beschluss der Bezirksverordnetenversammlung (BVV) vom 30. September 2004 in die drei Ortsteile Charlottenburg, Westend und Charlottenburg-Nord aufgeteilt wurde, gibt es regionale Unterstrukturen bekannter Ortslagen und Stadtkieze innerhalb des Ortsteils Charlottenburg:

#### Altstadt Charlottenburg
Die Altstadt Charlottenburg entstand als Siedlung ab 1695 in der Nähe des Dorfes Lietzow, in Folge des Schlossbaus, des damaligen Schlosses Lietzenburg, das als Sommerresidenz für die erste preußische Königin Sophie Charlotte von Hannover errichtet worden war. Nach deren Tod wurden Schloss und Ortslage nach ihr von Lietzenburg in Charlottenburg umbenannt. Die heutige Altstadt von Charlottenburg umfasst das Gebiet zwischen der Spree im Norden, der Nehringstraße im Westen und der Achse Zillestraße/Loschmidtstraße im Süden und Osten, was den Grenzen der damals eigenständigen Stadt Charlottenburg von 1720 bis 1855 entspricht, bis der Ort über seine Grenzen hinauswuchs. Die Altstadt Charlottenburg blieb im Zweiten Weltkrieg weitestgehend von Zerstörungen verschont und konnte so ihren kleinstädtischen Charakter bis heute erhalten.

#### Alt-Lietzow
Die eigentliche Keimzelle des alten Charlottenburg war das Dorf Lietzow, nördlich des heutigen Rathauses. Besiedelt war die Gegend vermutlich seit der Jungsteinzeit, erstmals erwähnt wurde es 1239. Von der ursprünglichen Bebauung des Ortes ist infolge des Zweiten Weltkriegs kaum noch etwas erhalten. An das historische Dorf erinnert die Straße Alt-Lietzow an der Stelle des ehemaligen Ortskerns. Die Form des ehemaligen Angerdorfes ist bis heute im Straßenverlauf zu erkennen.

#### Klausenerplatz (Danckelmannkiez)

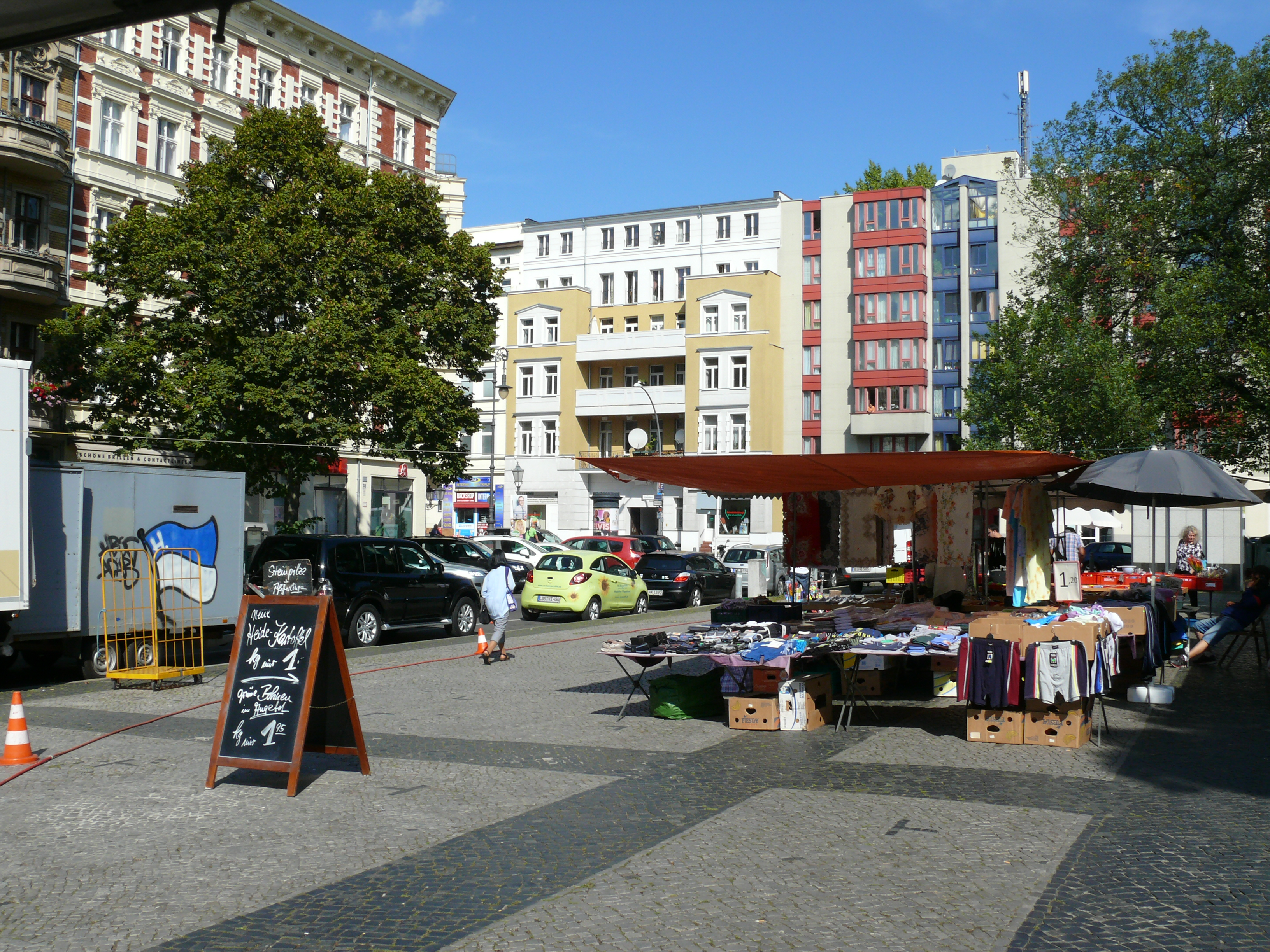
Wochenmarkt auf dem Klausenerplatz

Das Wohnquartier um den Klausenerplatz, mitunter auch Danckelmannkiez genannt, schließt sich westlich an die Altstadt von Charlottenburg an. Es entstand Mitte des 19. Jahrhunderts als Kasernenviertel. Ursprünglich galt die Umgebung des Klausenerplatzes als Quartier der „einfachen Leute“ oder als typischer „Zillekiez“, was ihr auch den Spitznamen „Kleiner Wedding“ einbrachte. Tatsächlich lebte und arbeitete der Berliner Milljöhmaler Heinrich Zille viele Jahre in der Sophie-Charlotten-Straße 88. Ähnlich wie die Altstadt Charlottenburg blieb die Gegend im Zweiten Weltkrieg weitgehend unzerstört. Eine Mieterinitiative verhinderte 1973 eine Sanierung des Gebietes, die im Wesentlichen vorsah, die für diese Berliner Gegenden typischen Hinterhöfe aufzubrechen. Heute ist der Kiez eine eher ruhige Wohnlage zwischen dem Industriegebiet Charlottenburg-Nord und der City West.

#### Kalowswerder
Eine weitere Wohnlage im Ortsteil ist Kalowswerder, im Norden Charlottenburgs, angrenzend an das industriell geprägte Charlottenburg-Nord. Die Bezeichnung Kalowswerder wird heute im allgemeinen Sprachgebrauch nur noch selten verwendet. Gebräuchlicher ist der Bezug auf den zentral gelegenen Mierendorffplatz, sodass meist vom Mierendorffkiez, gelegentlich auch von der Mierendorff-Insel die Rede ist.

#### Witzleben

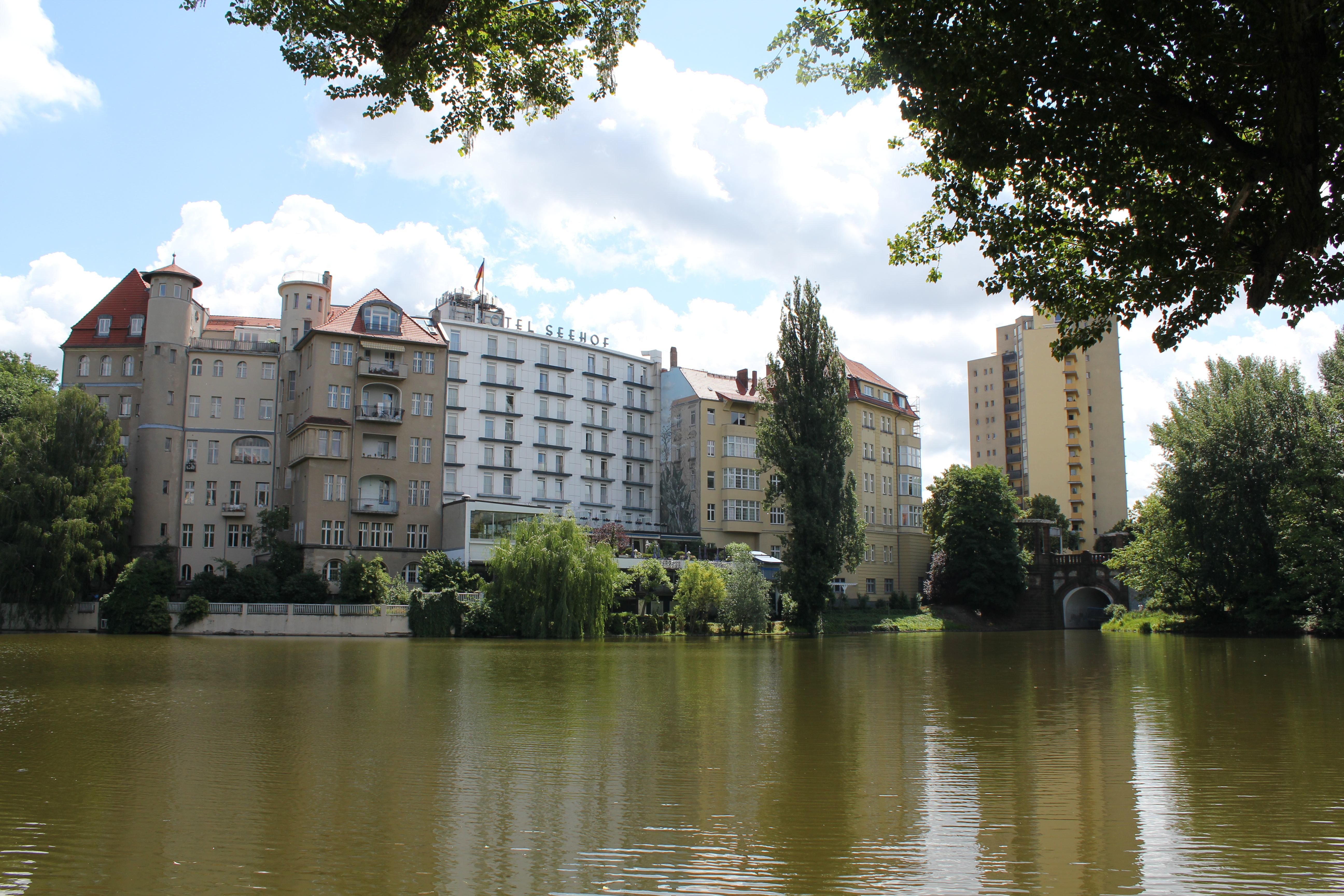
Lietzensee in Witzleben

Die Gemeinde Witzleben entstand 1820 als Landsitz, benannt nach Job von Witzleben, der sich hier einen Park mit Landhaus an einem See errichten ließ. Der Park existiert heute noch als Lietzenseepark. Dort entstanden um die Wende zum 20. Jahrhundert vornehme Mietshäuser für die Oberschicht Berlins und Charlottenburgs. Von der einstigen Vorortatmosphäre ist heute nichts mehr zu erkennen. Nach dem Zweiten Weltkrieg wurden Bombenlücken zum Teil mit großen Mietshäusern neubebaut und mehrere große Verkehrsadern, wie die Neue Kantstraße und der Kaiserdamm, durchziehen die Ortslage. Der Name Witzleben ist heute kaum noch geläufig und wird auch von den Berlinern selten verwendet, lediglich am Bahnhof Messe Nord/ICC ist der historische Name auf alten Schildern noch zu lesen.

## Geschichte

### Frühe Siedlungen
Im ausgehenden Mittelalter sind auf Charlottenburger Grund drei Siedlungen nachgewiesen: die Höfe Lietzow, Casow und eine Ansiedlung namens Glienicke. Obwohl alle drei Namen slawischen Ursprungs sind, ist für diese Zeit von einer gemischten slawisch-deutschen Besiedelung auszugehen.

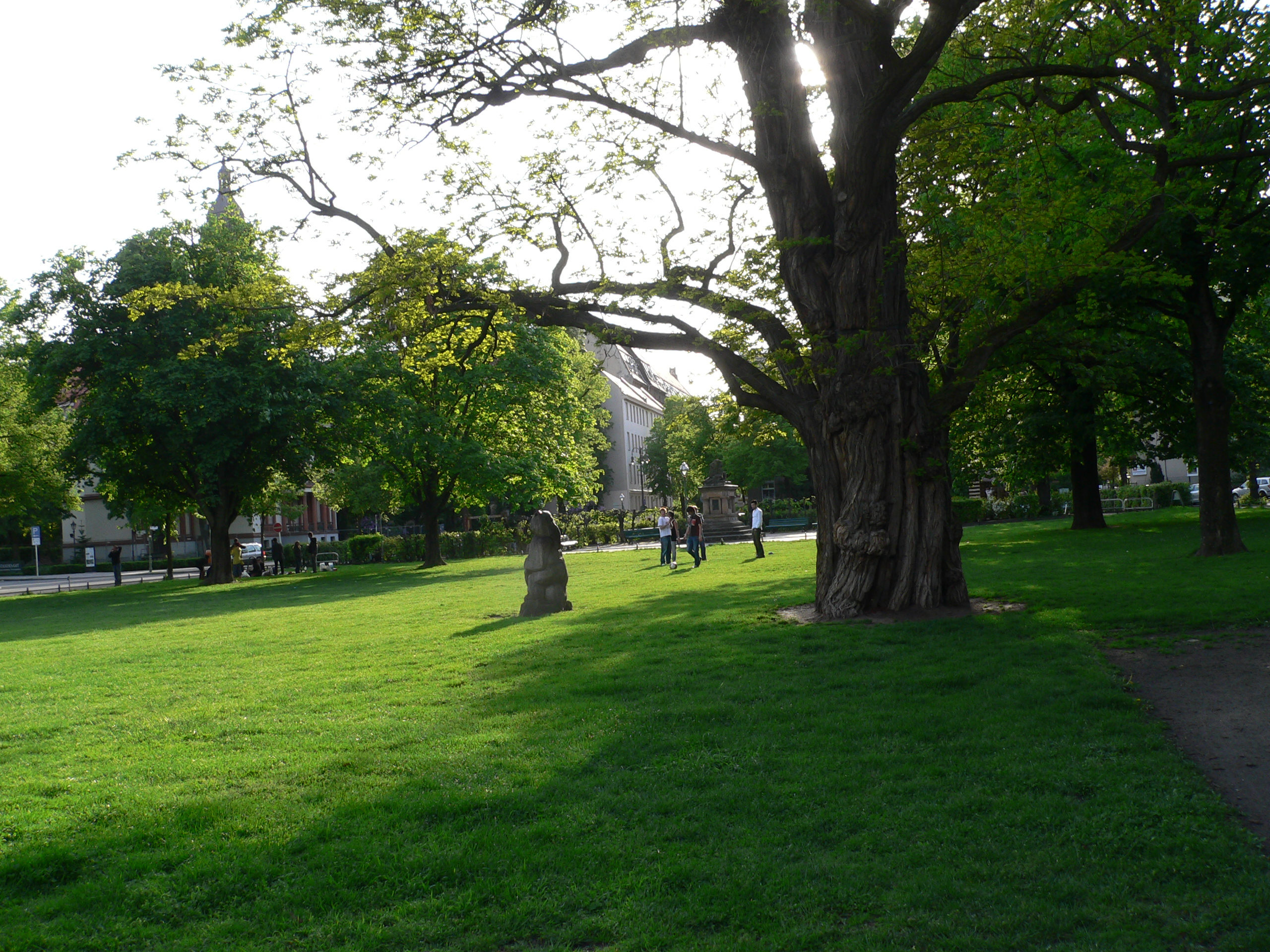
Dorfaue in Alt-Lietzow

Lietzow (auch: Lietze, Lutze, Lutzen, Lützow, Lusze, Lütze und Lucene genannt) wurde zuerst 1239 urkundlich erwähnt. Es befand sich im Bereich der heute Alt-Lietzow genannten Straße hinter dem Rathaus Charlottenburg, Casow lag gegenüber auf der anderen Spreeseite auf dem Gebiet des heutigen Kalowswerder. 1315 wurden Lietzow und Casow dem Nonnenkloster St. Marien in Spandau zugesprochen. Dabei wurde möglicherweise der große Hof Lietzow zu einem Dorf erweitert. Im Zuge der Reformation wurde das Nonnenkloster geschlossen. Während der Bereich von Lietzow bis zum heutigen Tag durchgehend besiedelt war, wurde Casow, ebenso wie die dritte Ansiedlung Glienicke, irgendwann aufgegeben. Aufgrund alter Flurnamen vermutet man Glienicke im heute von Kantstraße, Fasanenstraße, Kurfürstendamm und Uhlandstraße eingeschlossenen Gebiet, an einem heute verlandeten See, dem Glienicker See, gelegen.
Die Entwicklung Lietzows ist gut dokumentiert. Über 400 Jahre hinweg hatte die Familie Berendt das Dorfschulzenamt inne und musste als Ausgleich für diese Tätigkeit geringere Abgaben leisten. Kirchlich wurde Lietzow vom Wilmersdorfer Pfarrer mitversorgt, der über den damaligen Priesterweg, heute die Achse Leibnizstraße – Konstanzer Straße – Brandenburgische Straße, zwischen Wilmersdorf und Lietzow pendelte.

### Residenzstadt

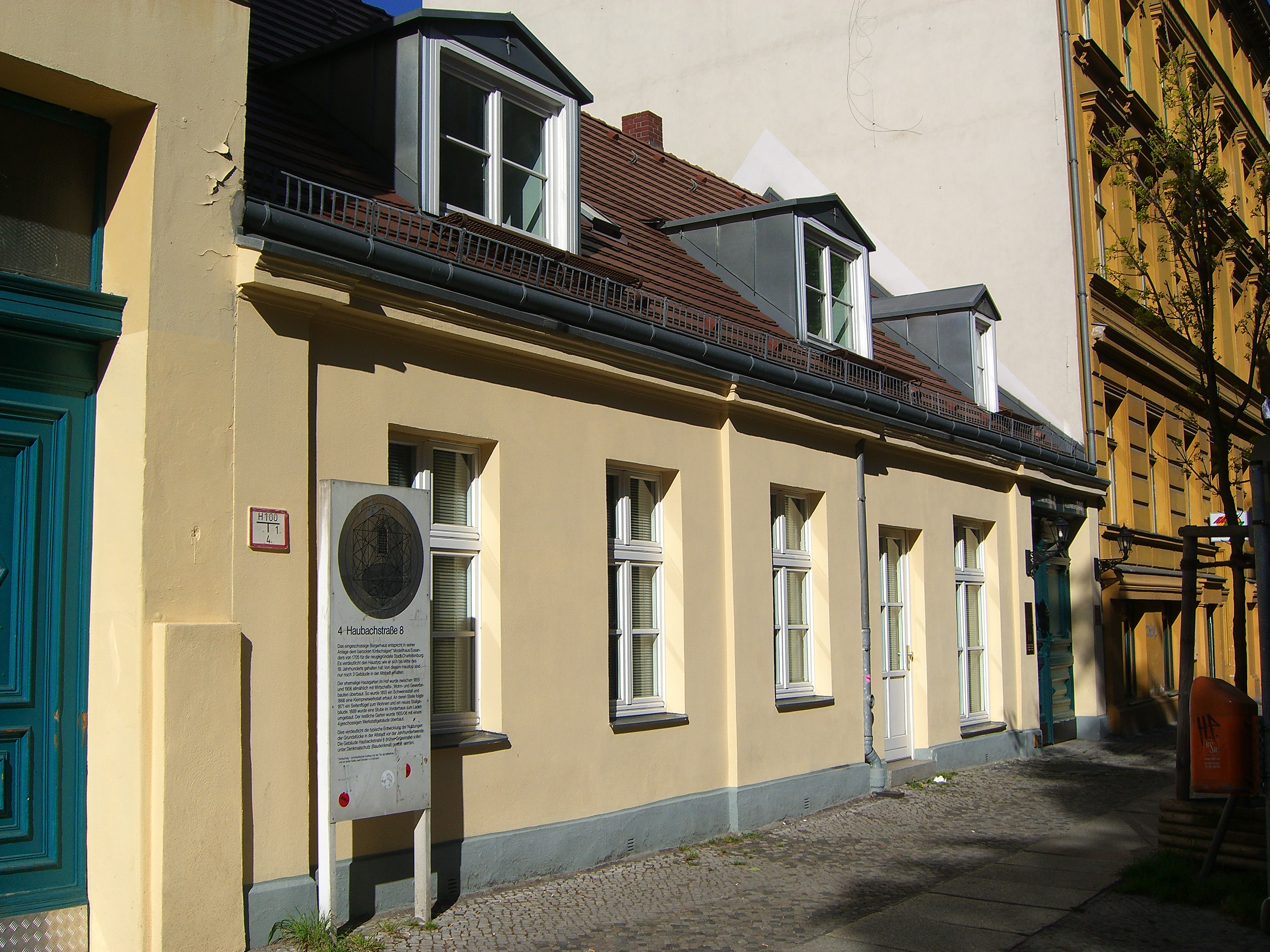
Bürgerhaus nach den Modellplanungen für Charlottenburg

Sophie Charlotte erhielt 1695 den Ort Lietzow und das Vorwerk Ruhleben von ihrem Mann Kurfürst Friedrich III. von Brandenburg übereignet, im Austausch gegen ihre abgelegeneren Güter in Caputh und Langerwisch. Dort ließ sie das Sommerschloss Lützenburg errichten, das 1699 fertiggestellt wurde. Nach der Krönung von Sophie Charlotte zur Königin und Friedrich I. zum König in Preußen im Jahr 1701 wurde das kleine Lustschloss von verschiedenen Architekten bis zum Jahr 1740 zu einem repräsentativen Schloss ausgebaut. Kurz nach dem Tod Sophie Charlottes erhielt die Siedlung gegenüber dem Schloss Lützenburg am 5. April 1705 von Friedrich I. den Namen Charlottenburg und gleichzeitig das Stadtrecht. Das Schloss Lützenburg wurde ebenfalls in Schloss Charlottenburg umbenannt. Bis 1720 war der König zugleich Bürgermeister der Stadt. In dem Jahr wurde auch das Dorf Lietzow nach Charlottenburg eingemeindet. Damit hatte die Stadt Charlottenburg die Ausdehnung erreicht, die sie bis Mitte der 1850er Jahre behalten sollte, die heutige Altstadt Charlottenburg.

Plan von der vermessenen Feldmark Lützow (Lietzow), 1777

Schloss Charlottenburg von der Parkseite aus betrachtet

Friedrichs Nachfolger Friedrich Wilhelm I., bekannt als „Soldatenkönig“, hielt sich nur selten im Charlottenburger Schloss auf, was sich negativ auf die Entwicklung der noch sehr kleinen Residenzstadt auswirkte. Er versuchte sogar – erfolglos – Charlottenburg das Stadtrecht wieder zu entziehen. Erst mit dem Regierungsantritt seines Nachfolgers Friedrichs II. 1740, der im Schloss zumindest regelmäßig Hoffeste abhielt, rückte auch die Stadt Charlottenburg mehr ins Rampenlicht. Im Laufe seiner Regierungszeit bevorzugte er jedoch das teilweise von ihm selbst geplante Schloss Sanssouci nahe Potsdam als Sommersitz. Als jedoch nach seinem Tod im Jahr 1786 sein Neffe Friedrich Wilhelm II. die Regierungsgeschäfte übernahm, wurde das Schloss Charlottenburg zu dessen bevorzugtem Wohnsitz. Bereits 1777 hatte Friedrich Wilhelm seiner Geliebten und vielleicht einzigen Vertrauten Wilhelmine Enke, der späteren Gräfin von Lichtenau, ein Anwesen mit großem Park im Dreieck zwischen Berliner Straße (jetzt: Otto-Suhr-Allee), Spreestraße (jetzt: Wintersteinstraße) und der Spree geschenkt. Das Areal schloss sich direkt an den Schlosspark an. Auch sein Sohn und Nachfolger Friedrich Wilhelm III. erkor das Schloss Charlottenburg zu seinem Lieblingswohnsitz. Er und seine Familie verkehrten regelmäßig in der noch kleinen Stadt Charlottenburg und kommunizierten dabei ganz selbstverständlich mit der lokalen Bevölkerung.
Nach der Niederlage Preußens in der Schlacht bei Jena und Auerstedt 1806 wurde Charlottenburg für zwei Jahre von den Franzosen besetzt. Napoleon residierte selbst im Schloss Charlottenburg, während seine Truppen ein großes Heerlager jenseits der heutigen Ringbahn im Bereich der Königin-Elisabeth-Straße errichteten.

### Sommerfrische
Nicht nur die persönlichen Vorlieben der Regenten förderten die Entwicklung Charlottenburgs im ausgehenden 18. Jahrhundert. Die auf wenig fruchtbarem Grund errichtete kleine Stadt wurde auch als Naherholungsgebiet der aufstrebenden Stadt Berlin entdeckt. Nachdem in den 1770er Jahren der erste richtige Gasthof in der Berliner Straße (heute: Otto-Suhr-Allee) eröffnet worden war, folgten viele weitere Gaststätten und Biergärten, die vor allem am Wochenende gut frequentiert waren.

„Den Sommer über ist die Stadt von vielen Berlinern bewohnt, die hier geschmackvolle Landhäuser und Gärten haben, […] Charlottenburg ist der Lieblingslustort der Berliner und Sonntags von mehren Tausenden regelmäßig besucht.“

Bis zum Beginn des 20. Jahrhunderts blieb Charlottenburg Ausflugsgebiet und Sommerfrische für die Berliner. Wer nicht mit dem Schiff über die Spree gefahren kam, konnte sich vom Brandenburger Tor nach Charlottenburg und zurück fahren lassen: zunächst mit sogenannten „Torwagen“, wenig komfortablen und unregelmäßig verkehrenden offenen Gefährten. Ab 1825 wurden ihnen die regengeschützten Planwagen des Fuhrunternehmers Simon Kremser gegenübergestellt, die für geringfügig höheres Entgelt zu regelmäßigen Abfahrtszeiten verkehrten. Derartige Fuhrwerke sind noch heute unter dem Namen Kremser bekannt. Seit 1865 fuhr die erste Pferdestraßenbahn Deutschlands vom Brandenburger Tor nach Charlottenburg. Westlich von Charlottenburg wurde 1866 die Villenkolonie Westend gegründet. Das Gelände des Palastes der Gräfin Lichtenau erwarb 1869 der Lichterfelder Immobilienspekulant J. A. W. Carstenn, um dort eine großformatige Vergnügungsstätte mit Palmenhaus, die „Flora“, zu errichten. Die „Flora“ existierte nur kurze Zeit. Zur Belustigung des Publikums ist eine sogenannte „Völkerschau“ einer „Aschanti-Karawane“ für das Jahr 1887 dokumentiert. Nach der Insolvenz wurde die Vergnügungsstätte 1904 gesprengt und das Gelände in 54 Baustellen aufgeteilt. So entstanden die Eosander- und Lohmeyerstraße.

### Bürgerliche Großstadt

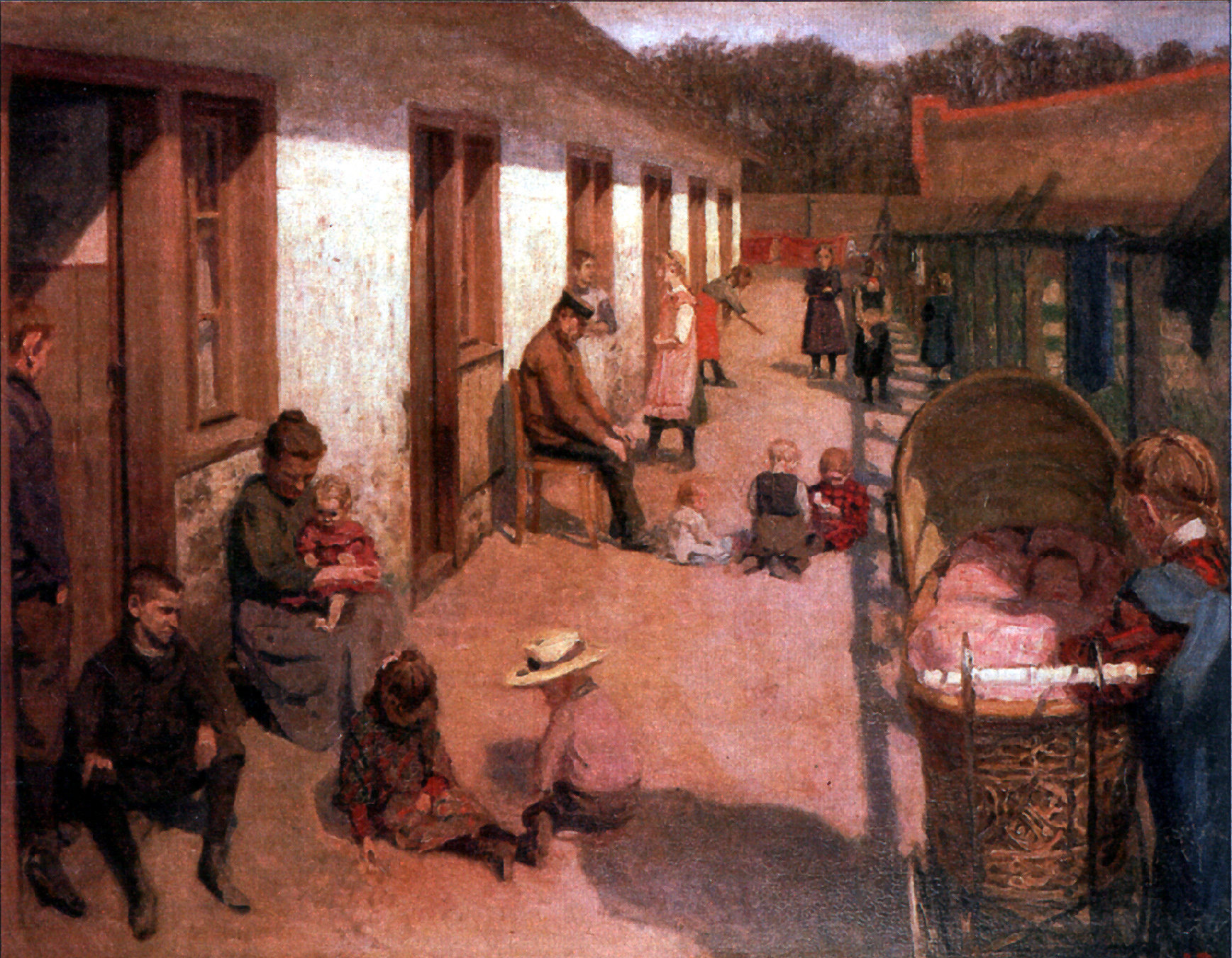
Bewohner vor dem Familienhaus Charlottenburg,
Jens Birkholm, 1910.
Das städtische Familienhaus beherbergte als soziale Einrichtung Obdachlose und Kranke.

Die zunehmende Attraktivität zog mehr und mehr wohlhabende Berliner Bürger an, die sich vorzugsweise an der repräsentativen Verbindungsstraße zwischen dem Schloss und Berlin ansiedelten. So ließ sich etwa Werner Siemens 1862 an der Berliner Straße 34–36 (heute: Otto-Suhr-Allee 10–16) nahe dem Knie (Ernst-Reuter-Platz) eine Villa errichten. Auch ließen sich ab den 1870er Jahren wichtige Industriebetriebe wie Siemens & Halske und Schering im Nordosten Charlottenburgs nieder. Damit begann ein rasantes Wachstum der Stadt.
Gelenkt wurde dieses Wachstum durch den Hobrecht-Plan, der der Expansion der Stadt Berlin ins Umland eine gewisse Struktur verlieh. Das großzügige Wabenmuster der projektierten Straßen war konzipiert für die Errichtung von Mietskasernen, von denen sich James Hobrecht eine soziale Durchmischung versprach, mit dem gehobenen Bürgertum im Vorderhaus, dem einfachen Volk in den Hinterhäusern und Seitenflügeln und kleinen Handwerksbetrieben in den Innenhöfen. Diese soziale Durchmischung fand auch tatsächlich statt, allerdings hatte Hobrecht nicht vorausgesehen, dass die Grundstücke von Spekulanten viel zu dicht bebaut wurden, sodass das Leben in den engen, dunklen und feuchten Hinterhöfen sehr ungesund war. Daraus entwickelten sich im Laufe der Zeit soziale Brennpunkte. In Charlottenburg ist dabei vor allem der Kiez südlich des Klausenerplatzes zu nennen.
Vor dem Hintergrund der Einführung der Gasbeleuchtung drängte der Berliner Polizeipräsident auf den Bau eines eigenen Gaswerkes für Charlottenburg, das 1861 am Charlottenburger Ufer (heute: Einsteinufer) des Landwehrkanals den Betrieb aufnahm; ein weiteres an der Gaußstraße (Charlottenburger Verbindungskanal) ging 1891 ans Netz. So kam Charlottenburg sehr frühzeitig zu einer Straßenbeleuchtung. Der Bestand der alten Gaslaternen ist heute allerdings bedroht.

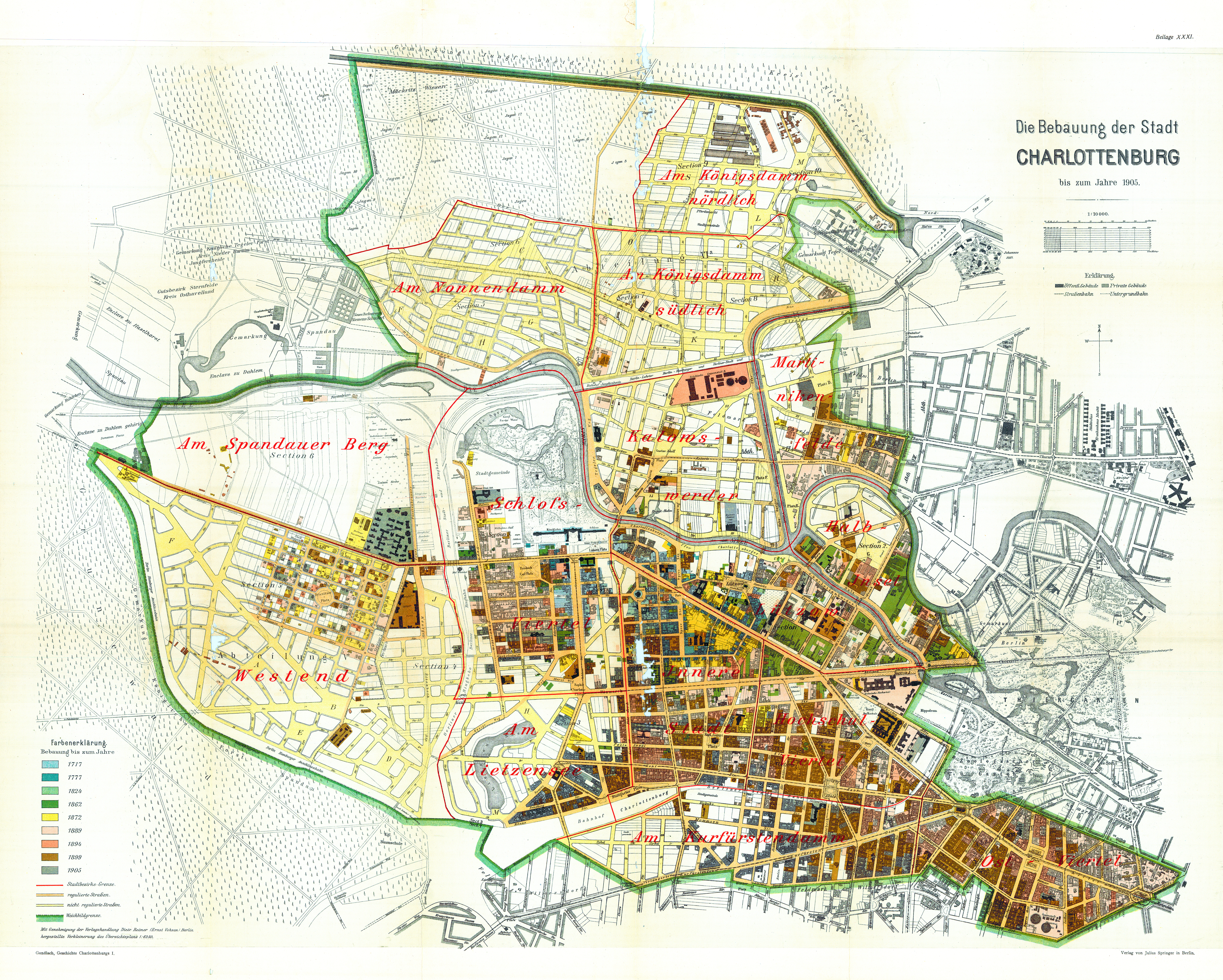
Bau-Boom während der Kaiserzeit: Gebäude-Alter und projektierte Entwicklungsgebiete von Charlottenburg um 1905

Nachdem die Stadt Charlottenburg bei der Volkszählung 1875 mehr als 25.000 Einwohner hatte, wurde sie zum 1. Januar 1877 auf eigenen Antrag aus dem Kreis Teltow ausgegliedert und zum eigenständigen Stadtkreis erhoben. Gleichzeitig wurde das Bürgermeisteramt von Hans Fritsche übernommen, dem es gelang, die Finanzen der Stadt zu sanieren. In Fritsches bis zu seinem Tod 1898 reichende Amtszeit fiel eine Bevölkerungsexplosion, in der sich die Einwohnerzahl versiebenfachte. Damit herrschte ein ständiger Mangel an Infrastruktureinrichtungen: Die Schulklassen waren überfüllt, das Rathaus bald zu klein und das kleine Krankenhaus in der Kirchstraße (heute: Gierkezeile) trotz Erweiterungsbauten ständig überbelegt. Selbst die Kirchen waren dem Ansturm der Gläubigen oft nicht gewachsen. Da Charlottenburg nach 1875 eine wohlhabende Stadt geworden war, konnte die Stadtverwaltung die Probleme bekämpfen, ohne sie jedoch zu lösen. Zeitweise war Charlottenburg die Stadt in Preußen mit dem höchsten Steueraufkommen pro Kopf.

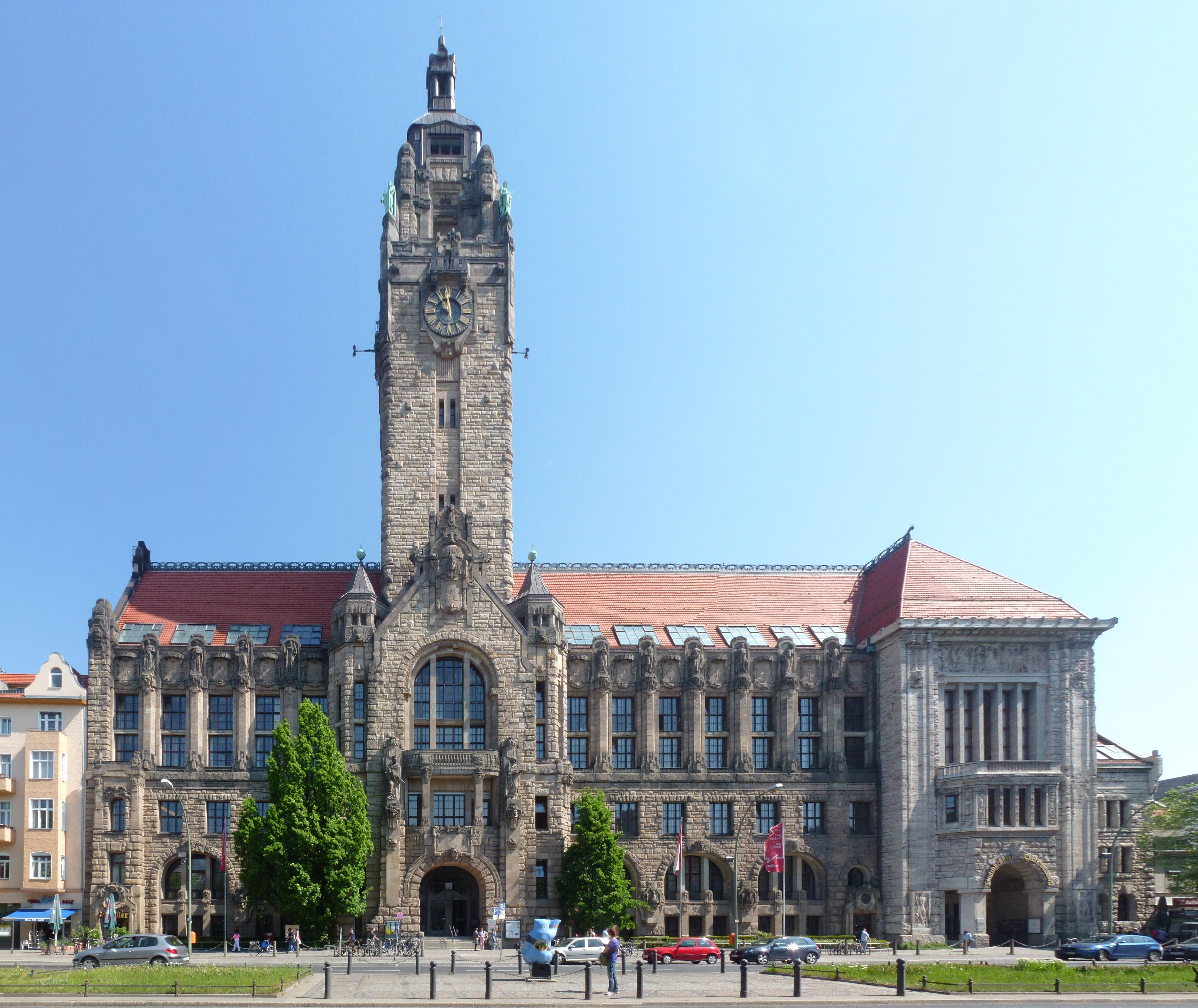
Rathaus Charlottenburg

Die heutige Technische Universität wurde 1878–1884 als Technische Hochschule erbaut. 1893 hatte Charlottenburg erstmals mehr als 100.000 Einwohner und wurde somit zur Großstadt und gleichzeitig neben Berlin zur größten Stadt in der Provinz Brandenburg. Damit war das alte Rathaus mit seinem kleinstädtischen Zuschnitt viel zu klein geworden. Der zur 200-Jahr-Feier im Jahr 1905 fertiggestellte repräsentative Rathaus-Neubau mit dem stattlichen, 88 m hohen Turm, der die Kuppel des Schlosses deutlich überragt, zeugt von dem gewachsenen bürgerlichen Selbstbewusstsein. Im Jahr 1900 errichtete die Stadt auch aus Gründen der Abgrenzung vom konkurrierenden Berlin das Elektrizitätswerk Charlottenburg, das der Stromversorgung von Haushalten und Industrie, den auf elektrischen Betrieb umgestellten Straßenbahnen und ab 1905 der Straßenbeleuchtung diente. Das weltbekannte Kaufhaus des Westens wurde 1907 eröffnet (aufgrund einer späteren Änderung des Bezirksgrenzverlaufs liegt das KaDeWe heute im Ortsteil Schöneberg).

Charlottenburg um 1905 mit seinen Stadtgütern (Rieselfelder in Gatow) in einer Darstellung der Kanalisation

Vom 9. bis 13. Juli 1898 fand in Charlottenburg der 15. Deutsche Feuerwehrtag statt.
Um 1900 war Charlottenburg eine Stadt großer sozialer Gegensätze auf kleinem Raum. So standen beispielsweise am östlichen Ende der Zillestraße vielen einfachen Arbeitern und Handwerkern – in Häusern teils ohne Wasseranschluss – wenige, besonders reiche Charlottenburger gegenüber, die, wie die Familien Siemens und Warschauer, meist nur wenige hundert Meter entfernt in der Nähe des heutigen Ernst-Reuter-Platzes lebten. Diese sorgten nicht nur für das hohe Steueraufkommen der Stadt, viele unterstützten auch mit Stiftungen das städtische Sozialwesen. Einige der von den Stiftungen finanzierten Einrichtungen entstanden auf dem Gebiet des seit 1878 zu Charlottenburg gehörigen Westend.
Bei der Volkszählung 1910 lebten in Charlottenburg bereits rund 306.000 Menschen. Die Großstadt gliederte sich in 15 Stadtbezirke.
| - Am Spandauer Berg - Halbinsel - Hochschulviertel - Innere Stadt - Kalowswerder | - Königsdamm, nördlich - Königsdamm, südlich - Kurfürstendamm - Lietzensee - Lützow | - Martinikenfelde - Nonnendamm - Ostviertel - Schloßviertel - Westend |

Nach Postbezirken waren in den 1910er Jahren die Grundstücke der Straßen den Berliner Postbezirken W 15, W 30, W 35, W 50, W 62, NW 87 und für Charlottenburg den Postbezirken Charlottenburg 1 bis Charlottenburg 5, Nonnendamm, Halensee, Plötzensee zugeordnet. Andererseits reichten Straßen über die Charlottenburger Stadtgrenze auch auf Schöneberger, Wilmersdorfer und Berliner Gebiet aus Charlottenburg heraus.
In den Jahren 1911 und 1912 wurde das Deutsche Opernhaus in der Bismarckstraße errichtet.

### „Charlottengrad“, 1918–1930

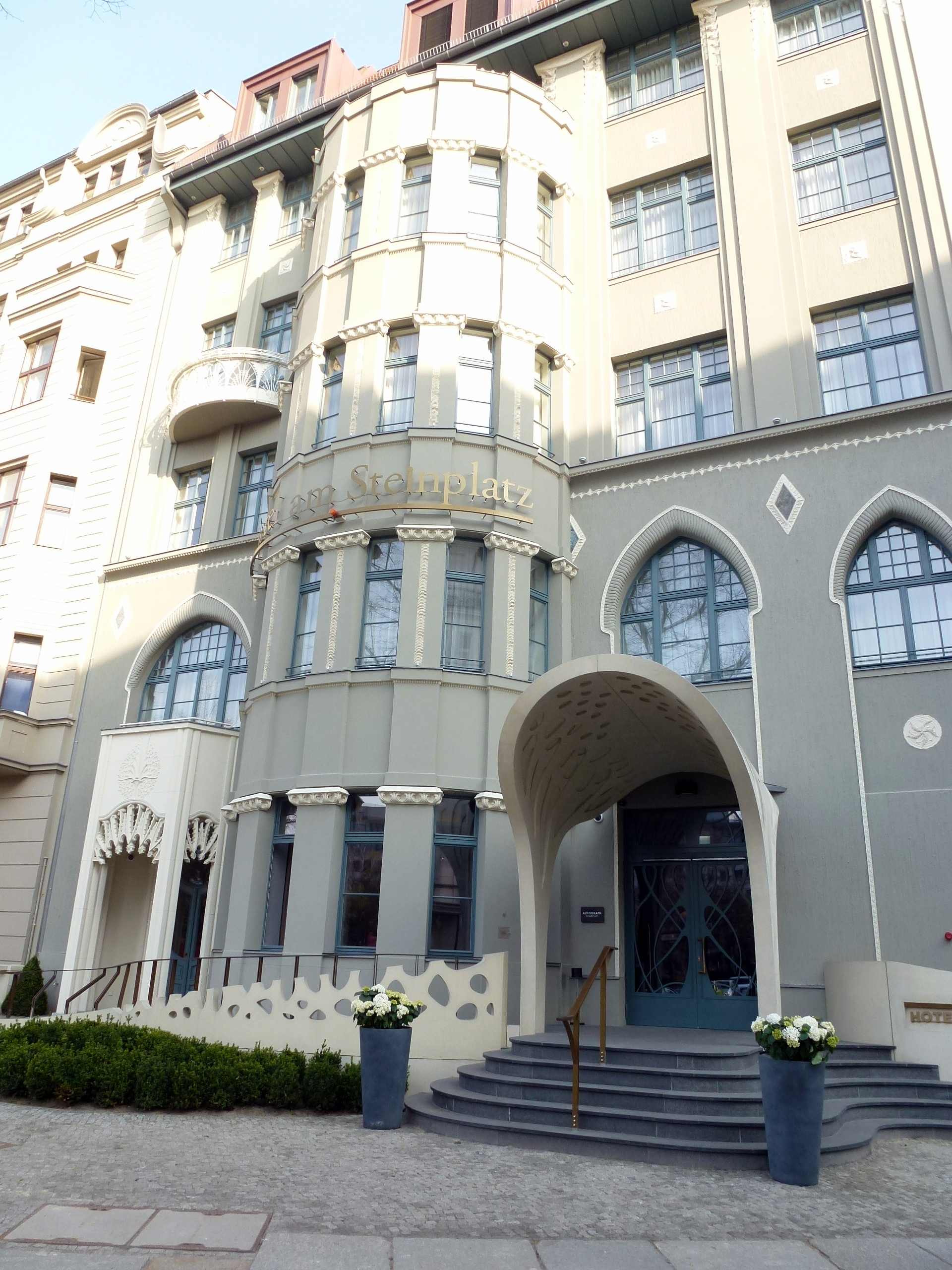
Zwischen den beiden Weltkriegen Treffpunkt russischer Exilanten:
Hotel am Steinplatz

Rund um den Kurfürstendamm, die Kantstraße, den Wittenbergplatz und den Tauentzien entwickelte sich nach der russischen Oktoberrevolution und dem Ersten Weltkrieg ab 1918 eine eigene russische Lebenskultur, ausgelöst durch russische und jüdische Emigranten und Exilanten, die hier Zuflucht suchten. Die politische, wissenschaftliche, künstlerische und avantgardistische Strahlkraft Berlins zog die russischen Eliten an, die sich in ihrem eigenen Land nicht mehr sicher fühlten und sich daher in Charlottenburg niederließen. Zuerst kamen Geschäftsleute, Intellektuelle und Adlige, die vor der bolschewistischen Herrschaft in ihrem Land flohen. Sie gründeten eigene Verlage (48), Druckereien, Zeitungen (24), Restaurants, Kinos, Theater, Buchhandlungen und Geschäfte, selbst Kunstausstellungen und Kabaretts fügten sich in das Berliner Leben der 1920er Jahre ein.
Bis 1921 hatten hier ca. 100.000 Russen Asyl gefunden, 1923 war die Zahl schon auf 360.000 angewachsen. Davon wurden im Jahre 1925 ca. 63.000 osteuropäische Juden als Pogrom- und Kriegsflüchtlinge in Berlin gezählt, die sich auf das Scheunenviertel rund um den Alexanderplatz und auf das als bürgerlich geltende Charlottenburg aufteilten. Berlin galt in dieser Zeit als Tor zur Welt und viele bekannte Architekten, Schauspieler, Verleger, Maler und Schriftsteller lebten vorübergehend in Charlottenburg und Berlin in deutschen und russischen Pensionen und Hotels.
Mit der NS-Machtübernahme 1933 verließen viele Migranten Berlin in Richtung Tel Aviv, Palästina, Südamerika, New York oder Paris.
Die überproportionale Häufung russischer Bewohner – insbesondere nach dem Ersten Weltkrieg – führte bei den Berlinern zur umgangssprachlichen Bezeichnung Charlottengrad.

### Stadtteil Berlins
Durch das 1920 verabschiedete Groß-Berlin-Gesetz wurde Charlottenburg am 1. Oktober 1920 in das neugeschaffene Groß-Berlin eingegliedert und mit dem Gutsbezirk Plötzensee sowie großen Teilen der Gutsbezirke Heerstraße und Jungfernheide zum siebten Bezirk von Berlin zusammengefasst und Teil des „Neuen Westens“.
Um der nach dem Ersten Weltkrieg entstehenden Massenarbeitslosigkeit zu begegnen, wurden Vorkriegsplanungen des Charlottenburger Stadtgartendirektors Erwin Barth wieder aufgegriffen und der Lietzenseepark neu gestaltet und die Jungfernheide als großer Volkspark angelegt. Die sich rasch entwickelnde Automobilindustrie hatte Interesse an einer nur für Autos zugelassenen Teststrecke. Zu diesem Zweck wurde die AVUS (Automobil-Verkehrs- und Übungsstraße) zwischen Charlottenburg und Nikolassee angelegt. Der Bau wurde 1913 begonnen, kriegsbedingt allerdings erst 1921 fertiggestellt.
Bereits 1905–1907 wurden am Zoologischen Garten Ausstellungshallen errichtet, die jedoch ihren Zweck nie so recht erfüllen konnten. Insbesondere die Autoindustrie benötigte geräumigere Hallen. Für sie wurde 1914 die Automobil-Ausstellungshalle am Nordende der AVUS errichtet. Zur Verkehrsanbindung wurde der Bahnhof Witzleben an der Ringbahnstrecke eingefügt und 1916 eröffnet. Kriegsbedingt fanden die ersten Ausstellungen in der Automobil-Ausstellungshalle erst 1919 statt. Damit war der Anfang für das heutige Messegelände gemacht. Bald reichte die eine große Ausstellungshalle nicht mehr aus. So wurde 1924 eine zweite Automobil-Ausstellungshalle auf dem Gelände des heutigen Omnibusbahnhofs errichtet. Für die sich rasch entwickelnde Funkindustrie wurde eine dritte Ausstellungshalle südlich der neuen Automobil-Ausstellungshalle ganz aus Holz erbaut, um den Funkempfang nicht zu stören. Gleichzeitig wurde mit dem Bau des Berliner Funkturms begonnen, der 1927 fertiggestellt wurde. Die hölzerne Funkhalle brannte 1935 ab, wobei auch der Funkturm schwer beschädigt wurde.

### Zeit des Nationalsozialismus

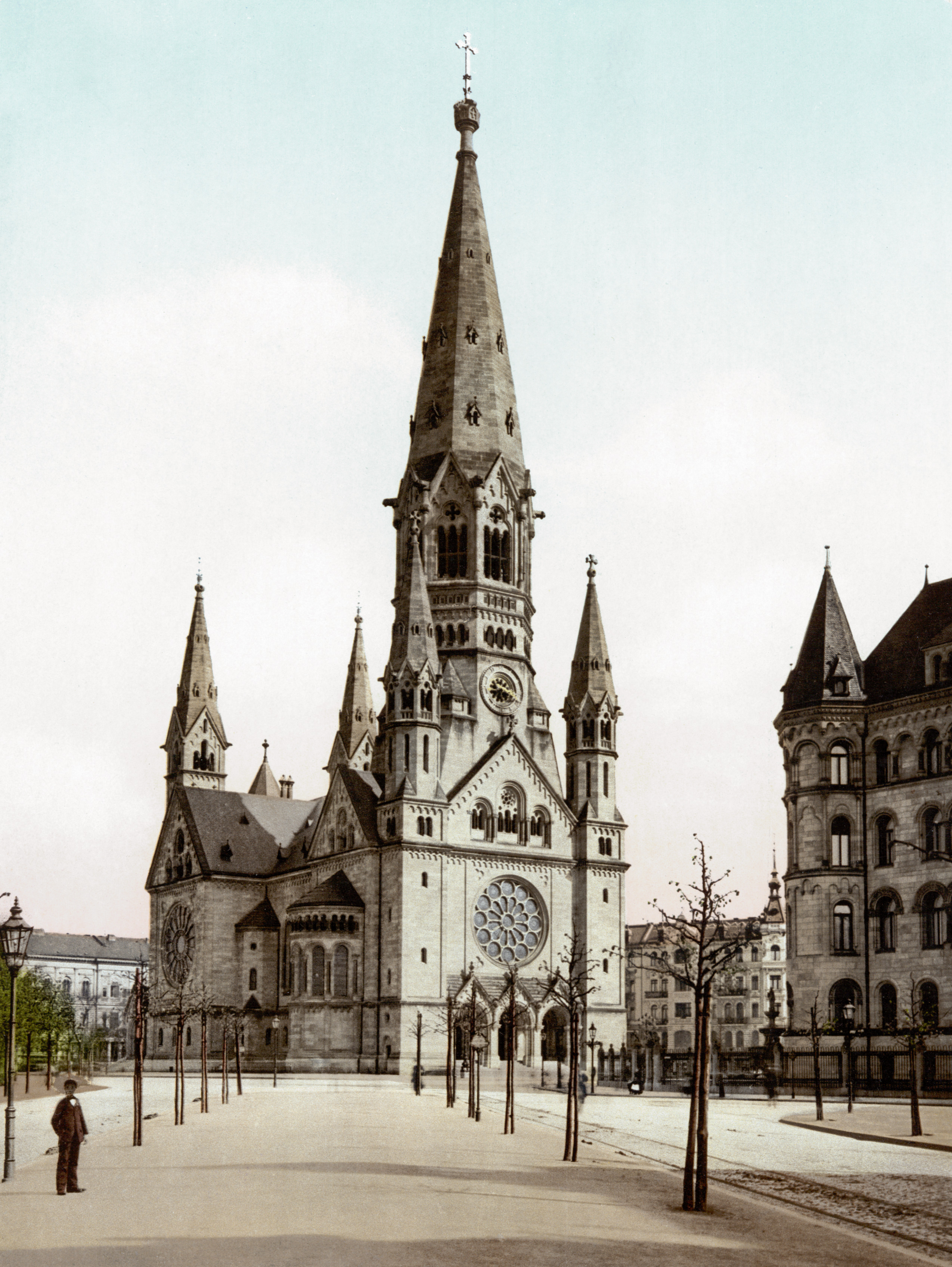
Kaiser-Wilhelm-Gedächtniskirche im Vorkriegszustand, 1900

In der Zeit des Nationalsozialismus stand zunächst die Ausrichtung der bereits 1929 an Berlin vergebenen Olympischen Sommerspiele 1936 im Vordergrund. Der zunächst vorgesehene Ausbau des damals auf Charlottenburger Grund gelegenen Deutschen Stadions wurde von Adolf Hitler zugunsten eines Neubaus am gleichen Ort gestoppt, von dem größere repräsentative und propagandistische Effekte zu erwarten waren. Der Auftrag wurde erneut an Werner March vergeben, Sohn von Otto March, dem Architekten des Deutschen Stadions. Das äußere Erscheinungsbild des neu erbauten Olympiastadions wurde allerdings von Hitler persönlich und seinem Baumeister Albert Speer stark beeinflusst. Zahlreiche weitere Anlagen wurden in diesem Zusammenhang erbaut: Als erstes die 1935 fertiggestellte Deutschlandhalle, in der die Olympischen Boxwettkämpfe stattfanden; dann die auf dem damals Reichssportfeld genannten Olympiagelände gelegene Waldbühne (damals nach Hitlers väterlichem Vorbild Dietrich Eckart benannt), sowie der Glockenturm mit Langemarckhalle und dem angrenzenden Maifeld als Aufmarschplatz.
Nach den Olympischen Spielen begannen um 1937 Hitlers Pläne zum Ausbau Berlins zur „Welthauptstadt Germania“ Gestalt anzunehmen. Berlin sollte dabei von zwei imposanten Achsen in Nord-Süd- und Ost-West-Richtung durchzogen werden. Die westliche Achse durchschnitt Charlottenburger Gebiet vom Tiergarten kommend über die heutige Straße des 17. Juni, Ernst-Reuter-Platz (ehemals: Knie), Bismarckstraße, Kaiserdamm, Theodor-Heuss-Platz, Heerstraße bis zur Stößenseebrücke. Der Bereich zwischen Brandenburger Tor und dem Theodor-Heuss-Platz wurde bis 1939 weitgehend fertig. Dabei musste die Durchfahrt durch das, erst Anfang des 20. Jahrhunderts errichtete, Charlottenburger Tor erweitert werden. Da der westliche Teil entlang der Heerstraße noch weitgehend unbebautes Waldgelände war, bot sich das Gelände ringsum für weitere repräsentative Anlagen an. Ein Klinikum war zwischen Westend und Olympiagelände geplant, südlich der Heerstraße die wehrtechnische Fakultät, über deren Rohbau heute der aus Trümmerschutt des Zweiten Weltkriegs aufgeschüttete Teufelsberg liegt, sowie eine Hochschulstadt zwischen Olympiagelände und Havel beiderseits der Heerstraße. Der Bahnhof Heerstraße sollte als repräsentativer Empfangsbahnhof für Staatsgäste neu errichtet werden. Der Theodor-Heuss-Platz (seinerzeit: Adolf-Hitler-Platz) sollte in diesem Zusammenhang zu einem repräsentativen Prunkplatz umgebaut werden, mit einem Mussolinidenkmal im Zentrum. Außer dem zu Kriegsbeginn fertigen Rohbau der Wehrtechnischen Fakultät kamen die Projekte nur in Ansätzen über die Planungsphase hinaus.
Mit der Berliner Gebietsreform zum 1. April 1938 wurden zahlreiche Begradigungen der Bezirksgrenzen sowie einige größere Gebietsänderungen vorgenommen. Dabei kamen
- das Gebiet zwischen dem Nollendorfplatz und der Nürnberger Straße vom Bezirk Charlottenburg zum Bezirk Schöneberg,
- die Siedlung Eichkamp vom Bezirk Wilmersdorf zum Bezirk Charlottenburg,
- der westliche Teil von Ruhleben vom Bezirk Charlottenburg zum Bezirk Spandau,
- der nördlich des Berlin-Spandauer Schifffahrtskanals gelegene Teil der Jungfernheide vom Bezirk Charlottenburg zu den Bezirken Reinickendorf und Wedding,
- die Ortslage Martinikenfelde vom Bezirk Charlottenburg zum Bezirk Tiergarten.

### City West

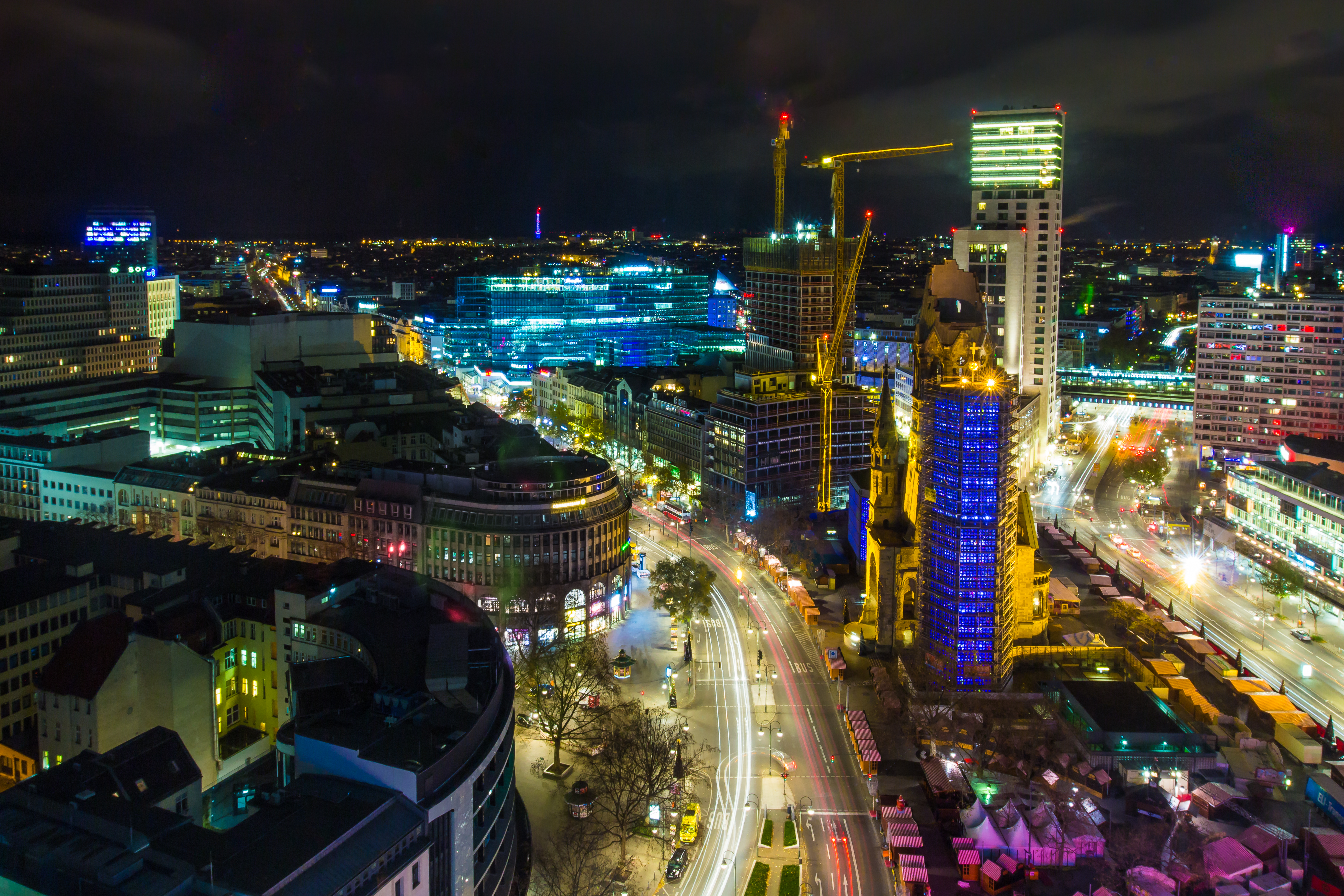
Blick über die City West vom Europa-Center, 2015

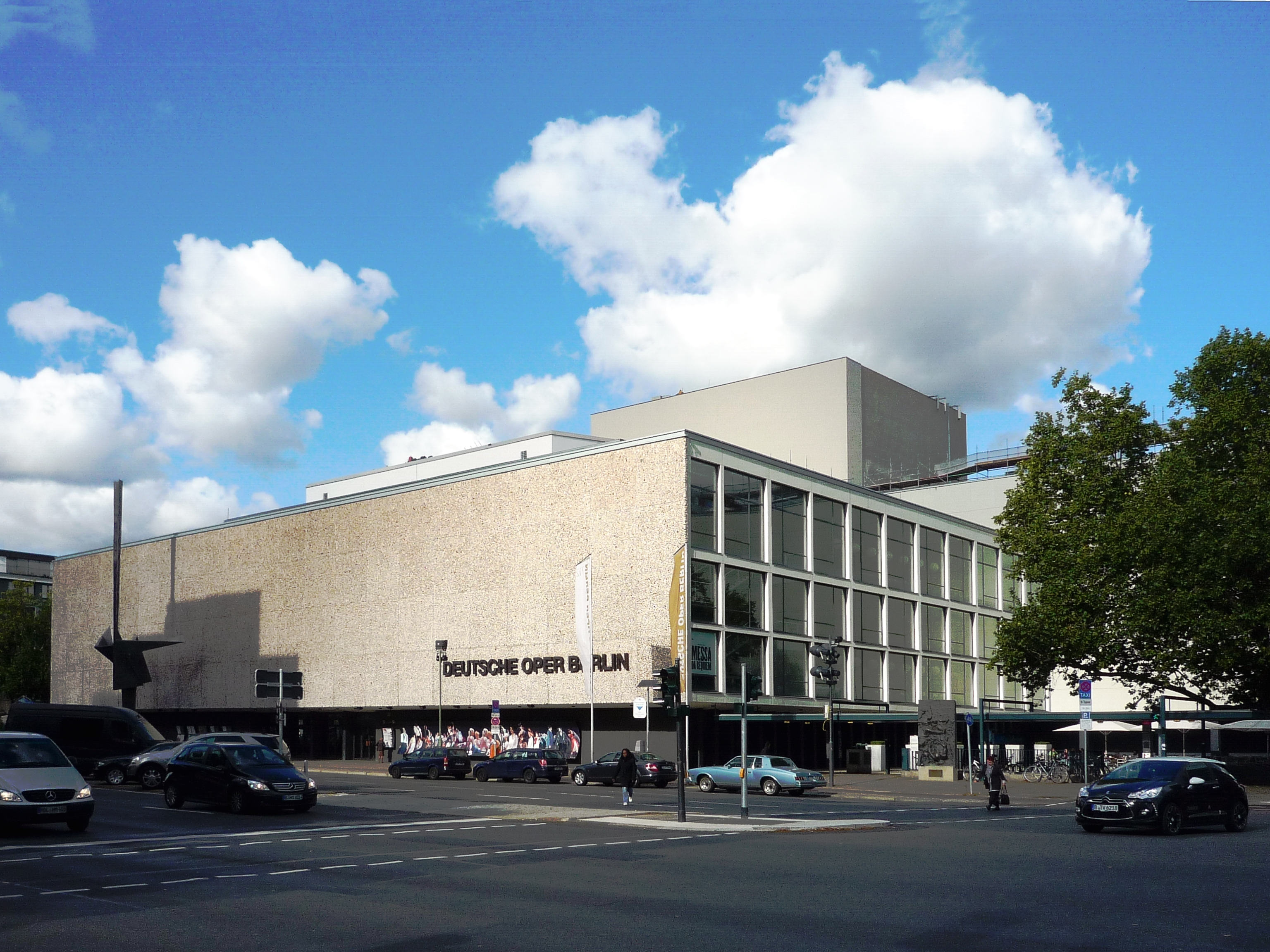
Nachkriegsbau der Deutschen Oper aus dem Jahr 1961

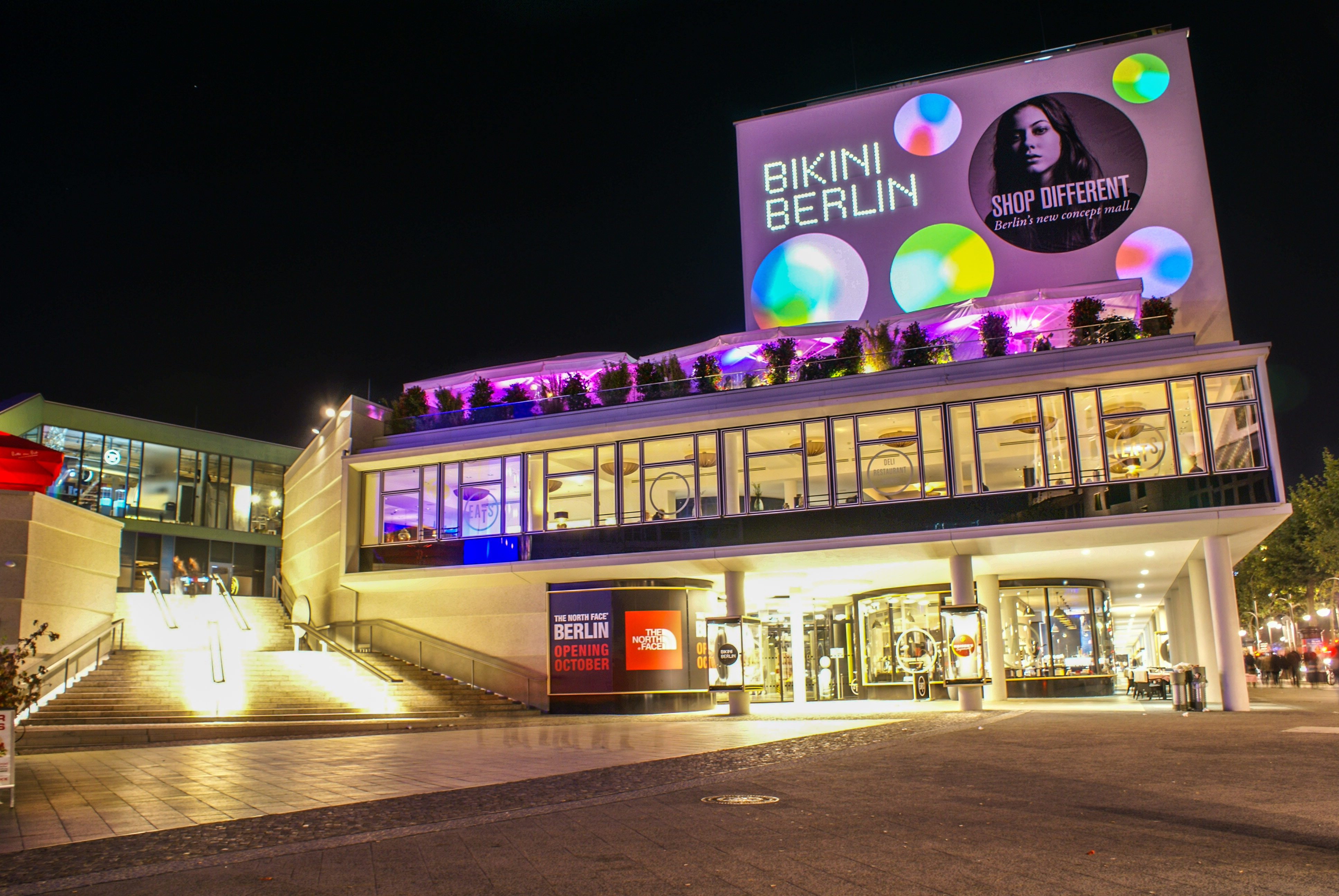
Saniertes Bikini-Haus, 2014

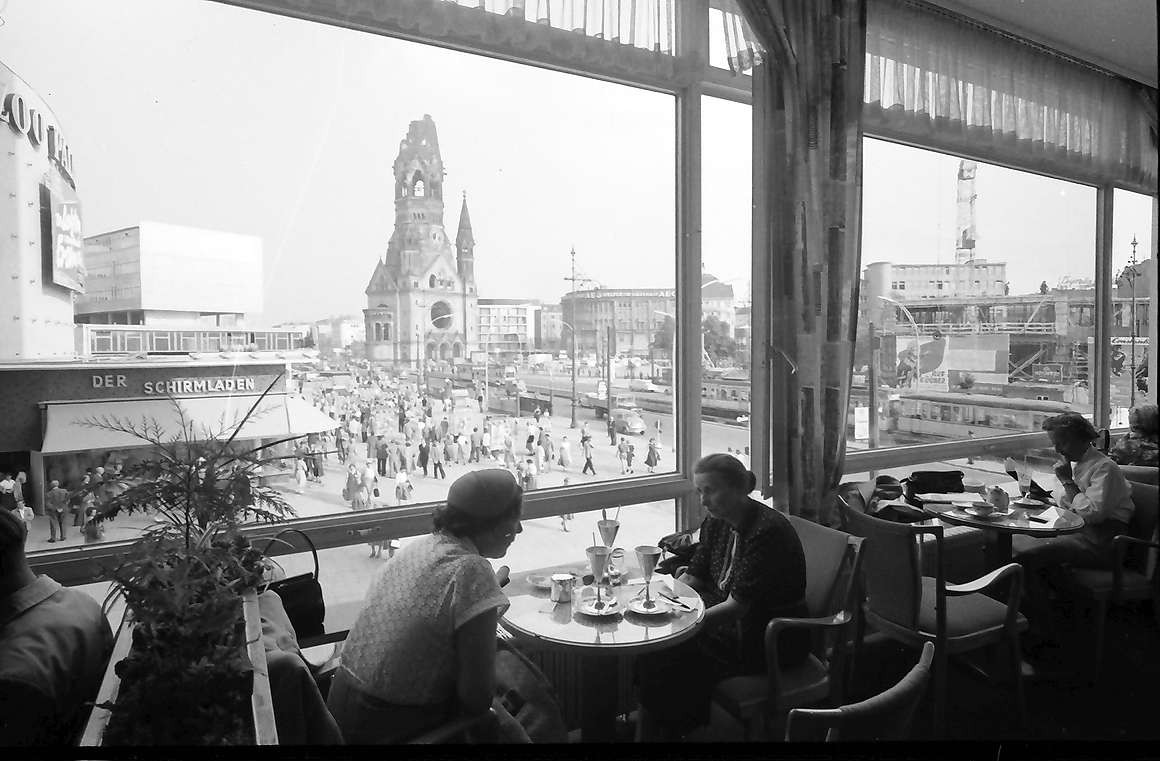
Blick vom Café Huthmacher auf den Breitscheidplatz mit der Ruine der Kaiser-Wilhelm-Gedächtniskirche, 1957

Die Luftangriffe der Alliierten zerstörten besonders den östlichen Teil von Charlottenburg. Die Ruine der Kaiser-Wilhelm-Gedächtniskirche wurde entgegen anfänglichen Planungen und aufgrund von Bürgerprotesten nicht abgerissen, sondern der Turm der Kirche wurde als Ruine belassen. Durch die Siegermächte des Zweiten Weltkriegs wurde Berlin in vier Sektoren geteilt und Charlottenburg dem Britischen Sektor zugeschlagen. Durch die sich bald abzeichnenden Ost-West-Konfrontationen entwickelte sich bald die Gegend um den Bahnhof Zoo, Breitscheidplatz und Kurfürstendamm zur City West, dem neuen Zentrum West-Berlins, da sich das historische Zentrum im Sowjetischen Sektor befand. Damit knüpfte man an alte Traditionen aus der Weimarer Republik an, in denen das westliche Zentrum als Neuer Westen bzw. Zooviertel bekannt war. Ab Mitte der 1950er Jahre nutzte man die reichlich vorhandenen Baulücken für den Bau von Hochhäusern, zunächst um das neu gestaltete und in Ernst-Reuter-Platz umbenannte Knie herum.
Im Jahr 1961 wurde der Neubau der Deutschen Oper an Stelle des 1943 im Zweiten Weltkrieg zerstörten kleineren Opernhauses eröffnet, nachdem die Staatsoper Unter den Linden in Mitte durch den Mauerbau von West-Berlin de facto abgeschnitten war. Ab 1963 wurde am Breitscheidplatz das Europa-Center an Stelle des ebenfalls im Zweiten Weltkrieg zerstörten Romanischen Cafés als Büro- und Geschäftshaus errichtet. Das Europa-Center sollte eine Landmarke des Wiederaufbaus darstellen und durch die Analogie zum kurz darauf errichteten Kö-Center in Düsseldorf und dem Bonn-Center in Bonn die Zugehörigkeit West-Berlins zur Bundesrepublik und der westlichen Welt betonen.
Bei der Demonstration am 2. Juni 1967 in West-Berlin gegen den Besuch von Schah Mohammad Reza Pahlavi wurde der Student Benno Ohnesorg nahe der Deutschen Oper ohne erkennbaren Grund von dem Polizisten Karl-Heinz Kurras erschossen, was ein Auslöser für die heiße Phase der „68er-Bewegung“ war. Am Stuttgarter Platz siedelte sich die Kommune I an und erprobte dort neue Lebensformen. Die Boulevardpresse verfolgte das mit Abscheu und machte es monatelang zum Tagesgespräch.
In den 1970er Jahren ebbte die Neubautätigkeit ab und man setzte mehr auf die Sanierung und Erhaltung bestehender Wohnquartiere, wobei die für Berlin typische Hinterhofbebauung zugunsten einer höheren Wohnqualität ausgelichtet wurde. Das beste Beispiel ist das im Zweiten Weltkrieg weitgehend unzerstörte Viertel um den Klausenerplatz in der Nähe des Spandauer Damms. Am „Nassen Dreieck“ zwischen Hebbel-, Fritsche- und Zillestraße entstand durch die Grundwasserabsenkung im Zusammenhang mit dem Bau der U-Bahn-Linie U7 eine Einsturzgefahr der Wohnbebauung, die daraufhin 1972 sehr kurzfristig abgerissen werden musste. Im Bauboom der Jahrhundertwende hatte man die Möglichkeiten zur Gründung im Bereich eines verlandeten Sees überschätzt.
Die Gegend um die Kantstraße entwickelt sich bereits seit vielen Jahren zu einer Chinatown bzw. Asiatown im Westen Berlins, mit vielen asiatischen Bewohnern, Geschäften, gastronomischen und kulturellen Angeboten. Über drei Prozent der Bevölkerung Charlottenburgs stammen aus Ostasien.
Seit den 2010er Jahren ist die City West wieder verstärkt in den Fokus von Stadtentwicklern und Investoren geraten. Exemplarisch stehen dafür das 2012 fertiggestellte 119 m hohe Zoofenster am Breitscheidplatz, in dem das Luxushotel Waldorf Astoria Berlin untergebracht ist, sowie das benachbarte – ebenso hohe – Upper West, das im März 2017 fertiggestellt wurde.
Ebenfalls am Breitscheidplatz wurde zwischen 2010 und 2014 das Bikini-Haus mit dem Kino Zoo Palast aufwendig erneuert. In der näheren Umgebung sind weitere umfangreiche Investitionen vorgesehen.
Seit 2014 hat die Fotogalerie C/O Berlin ihre Pforten im ehemaligen Amerika-Haus eröffnet.

## Bevölkerung

### Stadt Charlottenburg
| Jahr | Einwohner |
| ---- | --------- |
| 1858 | 011.696   |
| 1871 | 019.518   |
| 1880 | 030.562   |
| 1890 | 076.859   |
| 1900 | 189.305   |
| 1910 | 305.978   |
| 1919 | 322.714   |

### Bezirk Charlottenburg
| Jahr | Einwohner |
| ---- | --------- |
| 1920 | 324.981   |
| 1925 | 345.139   |
| 1933 | 340.596   |
| 1939 | 299.955   |
| 1946 | 208.453   |
| 1950 | 220.263   |
| 1961 | 224.538   |
| 1970 | 201.732   |
| 1987 | 173.906   |
| 2000 | 176.113   |

Der Bezirk Charlottenburg umfasste die heutigen Ortsteile Charlottenburg, Charlottenburg-Nord und Westend.

### Heutiger Ortsteil
Der Ortsteil Charlottenburg hat 130.564 Einwohner (Stand: 31. Dezember 2024) und ist damit der bevölkerungsreichste des Bezirks Charlottenburg-Wilmersdorf.
| Jahr | Einwohner |
| ---- | --------- |
| 2007 | 118.357   |
| 2010 | 119.071   |
| 2015 | 125.570   |
| 2020 | 129.359   |
| 2021 | 126.042   |
| 2022 | 128.791   |
| 2023 | 130.013   |
| 2024 | 130.564   |

Quelle: Statistischer Bericht A I 5. Einwohnerregisterstatistik Berlin. Bestand – Grunddaten. 31. Dezember. Amt für Statistik Berlin-Brandenburg (jeweilige Jahre)

## Politik

### Bürgermeister der Stadt Charlottenburg
- 1705–1713: Friedrich I.
- 1717–1720: Friedrich Wilhelm I.
- 1720–1729: Daniel Friedrich Habichhorst
- 1731–1752: Heinrich Witte
- 1752–1753: unbekannt
- 1753–1766: E. Weider
- 1766–1775: F. Schomer
- 1775–1788: A. Krull
- 1788–1798: vermutlich: Justizdirektor Göring
- 1798–1800: E. Sydow und Göring
- 1801–1822: E. Sydow
- 1822–1842: Geh. Rat von Schulz
- 1842: 00000F. Trautschold
- 1842–1848: G. Alschefski
- 1848–1877: August Wilhelm Bullrich
- 1877–1898: Hans Fritsche (seit 1887 Oberbürgermeister)
- 1898–1899: Paul Matting
- 1899–1911: Kurt Schustehrus
- 1912–1920: Ernst Scholz

Quelle: Bezirksamt Charlottenburg-Wilmersdorf

### Botschaften und diplomatische Vertretungen
- Republik Ecuador
- Kirgisische Republik
- Republik Mali
- Demokratische Bundesrepublik Nepal
- Republik Paraguay
- Republik der Philippinen
- Militärattaché des Königreichs Saudi-Arabien
- Republik Zypern

## Sehenswürdigkeiten und Kultur

### Museen

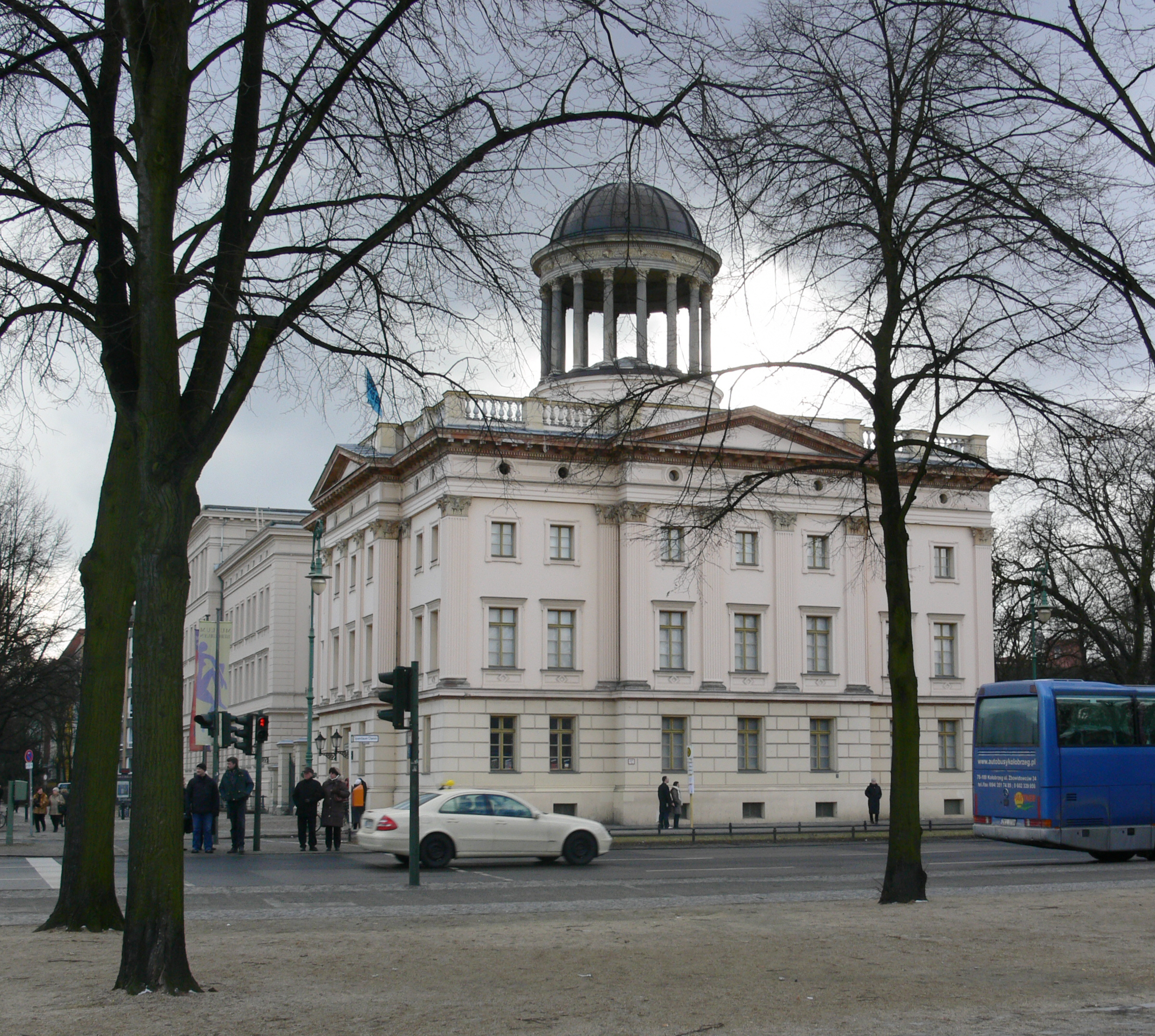
Museum Berggruen

- Bröhan-Museum für Jugendstil, Art déco und Funktionalismus
- Käthe-Kollwitz-Museum im Theaterbau am Schloss Charlottenburg
- Keramik-Museum Berlin auf dem Gelände des ältesten Bürgerhauses Charlottenburgs (erbaut: 1712)
- Museum Berggruen im westlichen Stüler-Bau an der Schloßstraße, gegenüber auf der Mittelpromenade der Schloßstraße befindet sich das Prinz-Albrecht-Denkmal
- Museum für Fotografie / Helmut-Newton-Stiftung
- Sammlung Scharf-Gerstenberg im östlichen Stülerbau
- Schloss Charlottenburg mit Schlossgarten, Belvedere, Neuer Pavillon von Karl Friedrich Schinkel, Orangerie und Mausoleum
- In den 1970er Jahren gab es das Poddig Automobil-Museum Berlin, dessen Fahrzeuge nach der Auflösung größtenteils an das Deutsche Technikmuseum in Berlin gingen

### Sakralbauten

#### Kirchen
(alphabetisch sortiert)
- Evangelische Kirche Alt-Lietzow
- Katholische Kirche St. Canisius
- Epiphanienkirche

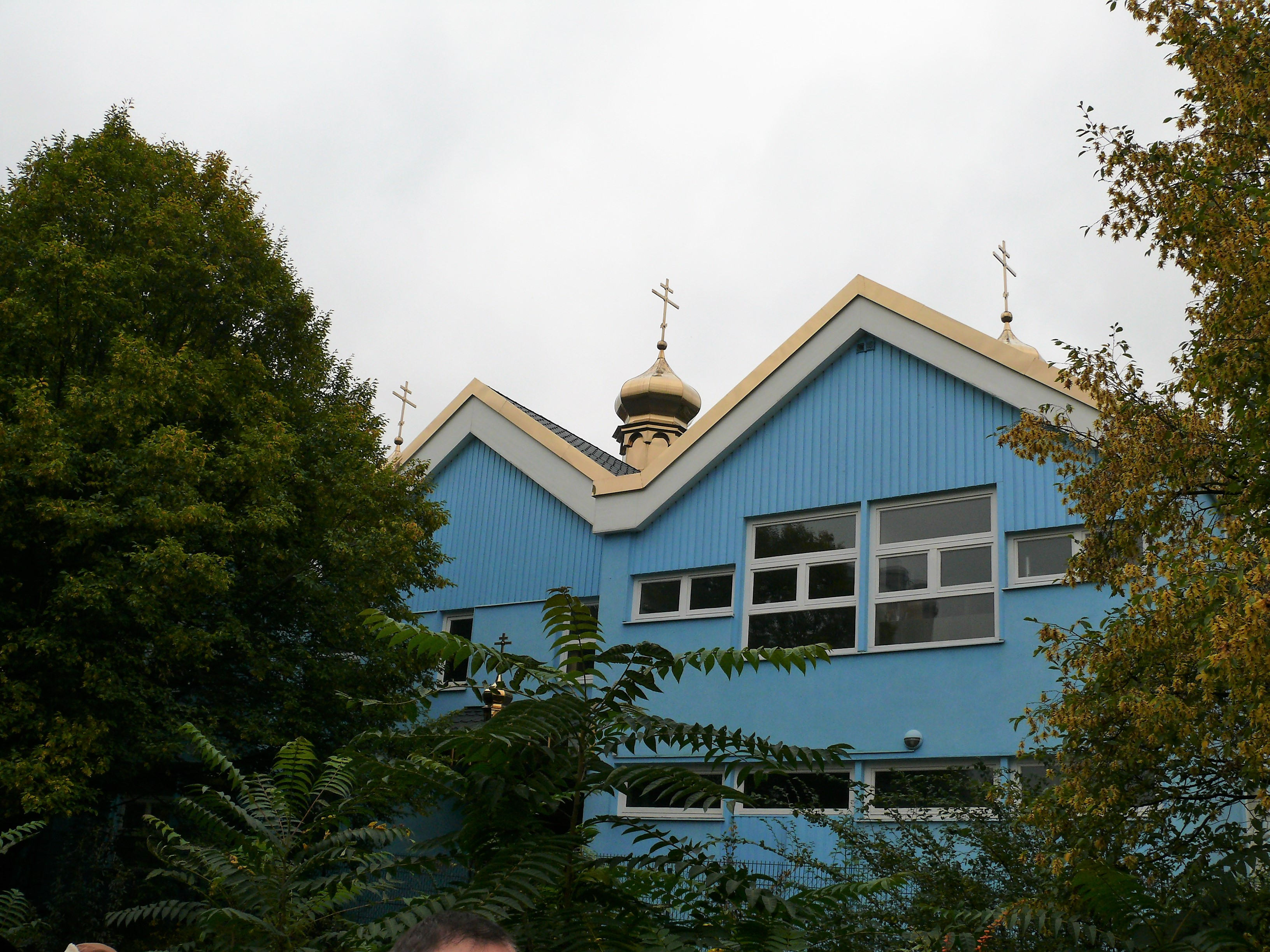
Charlottenburg Maria-Schutz-Kirche

- Friedenskirche in der Bismarckstraße
- Gustav-Adolf-Kirche von Otto Bartning in der Herschelstraße
- Herz-Jesu-Kirche
- Evangelische Jona-Kirche
- Kaiser-Wilhelm-Gedächtniskirche
- Katholische Kirche St. Kamillus
- Evangelische Kirche am Lietzensee
- Luisenkirche
- Kirche Neu-Westend
- Maria-Schutz-Kirche, auch Russische Orthodoxe Kirche im Ausland in der Wintersteinstraße
- Gemeindezentrum Plötzensee
- Sühne-Christi-Kirche
- Syrisch-orthodoxe Mor-Afrem-Kirche
- St.-Thomas-von-Aquin-Kirche der französischen katholische Gemeinde
- Trinitatis-Kirche

#### Synagogen

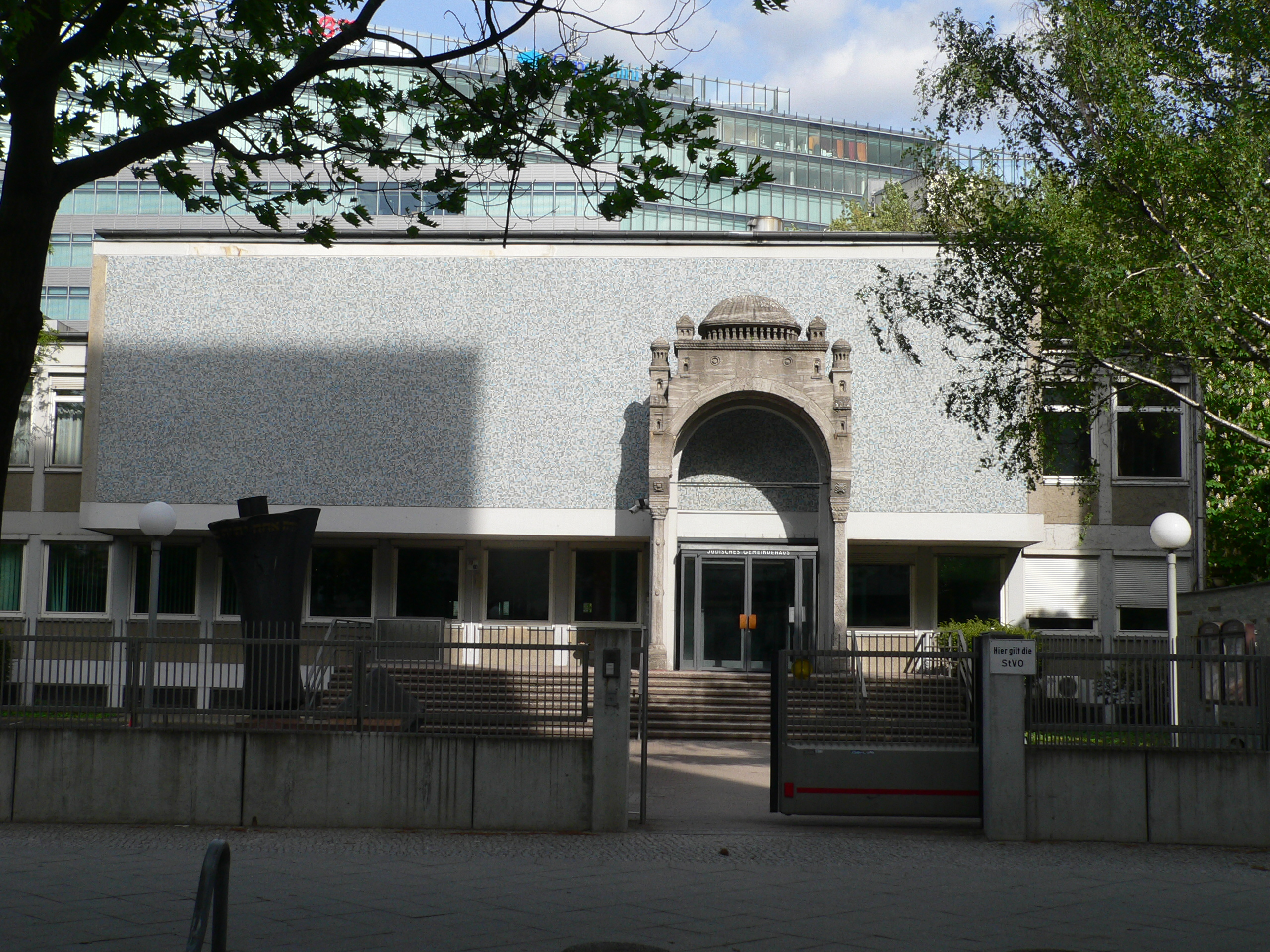
Jüdisches Gemeindehaus

- Synagoge Fasanenstraße (während der Novemberpogrome 1938 zerstört, heute steht hier das Jüdische Gemeindehaus, das u. a. die Jüdische Volkshochschule beherbergt)
- Liberale Synagoge Herbartstraße im ehemaligen Leo-Baeck-Altenwohnheim
- Synagoge Pestalozzistraße
- Zentrale Orthodoxe Synagoge Berlin

### Öffentliche Bauten

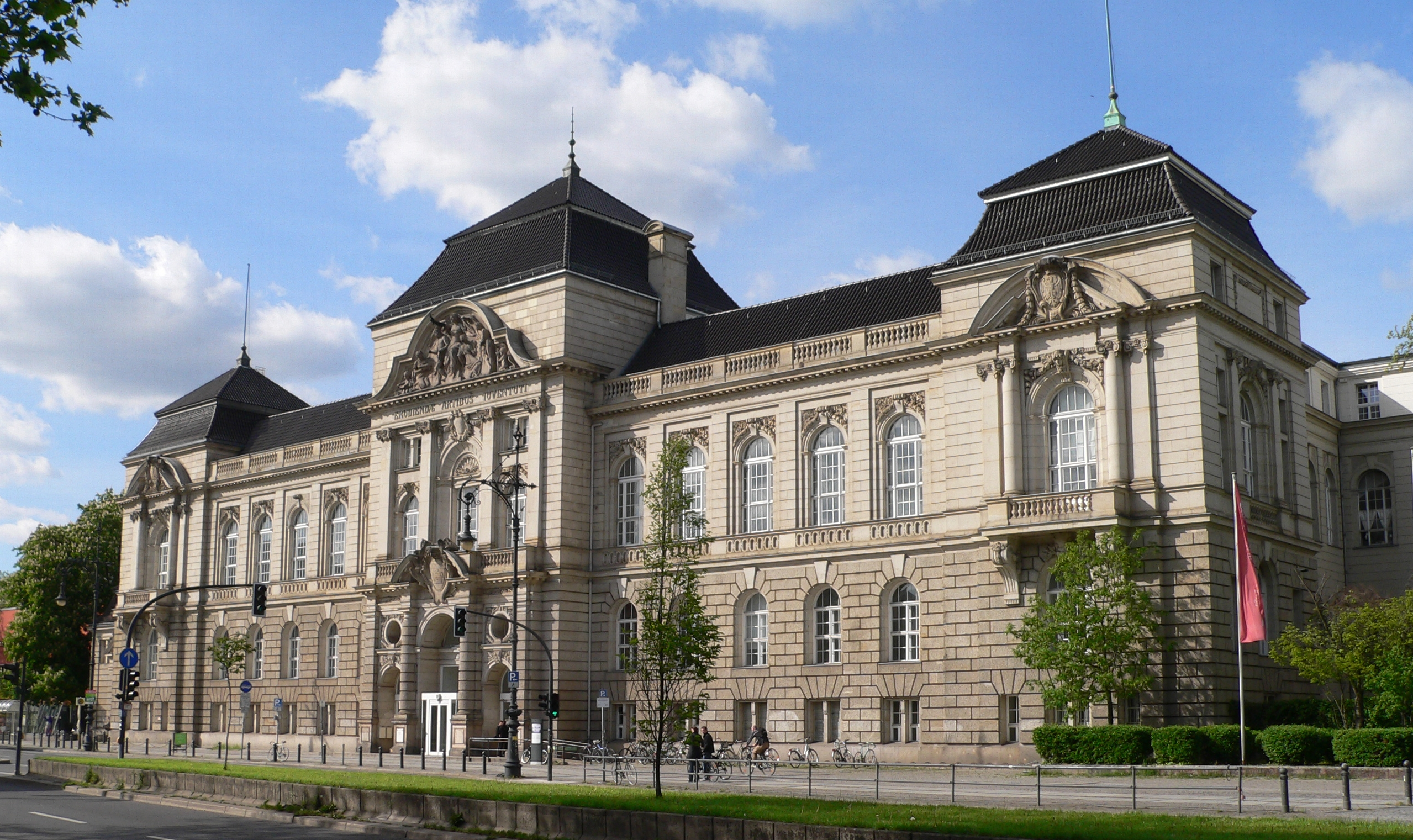
Universität der Künste

- Amtsgericht Charlottenburg
- Europacenter
- Kudamm-Karree-Hochhaus
- Landgericht Berlin am Tegeler Weg
- Ludwig-Erhard-Haus der IHK Berlin
- Rathaus Charlottenburg
- Technische Universität
- Universität der Künste
- Standesamt Villa Kogge

### Kulturelle Stätten

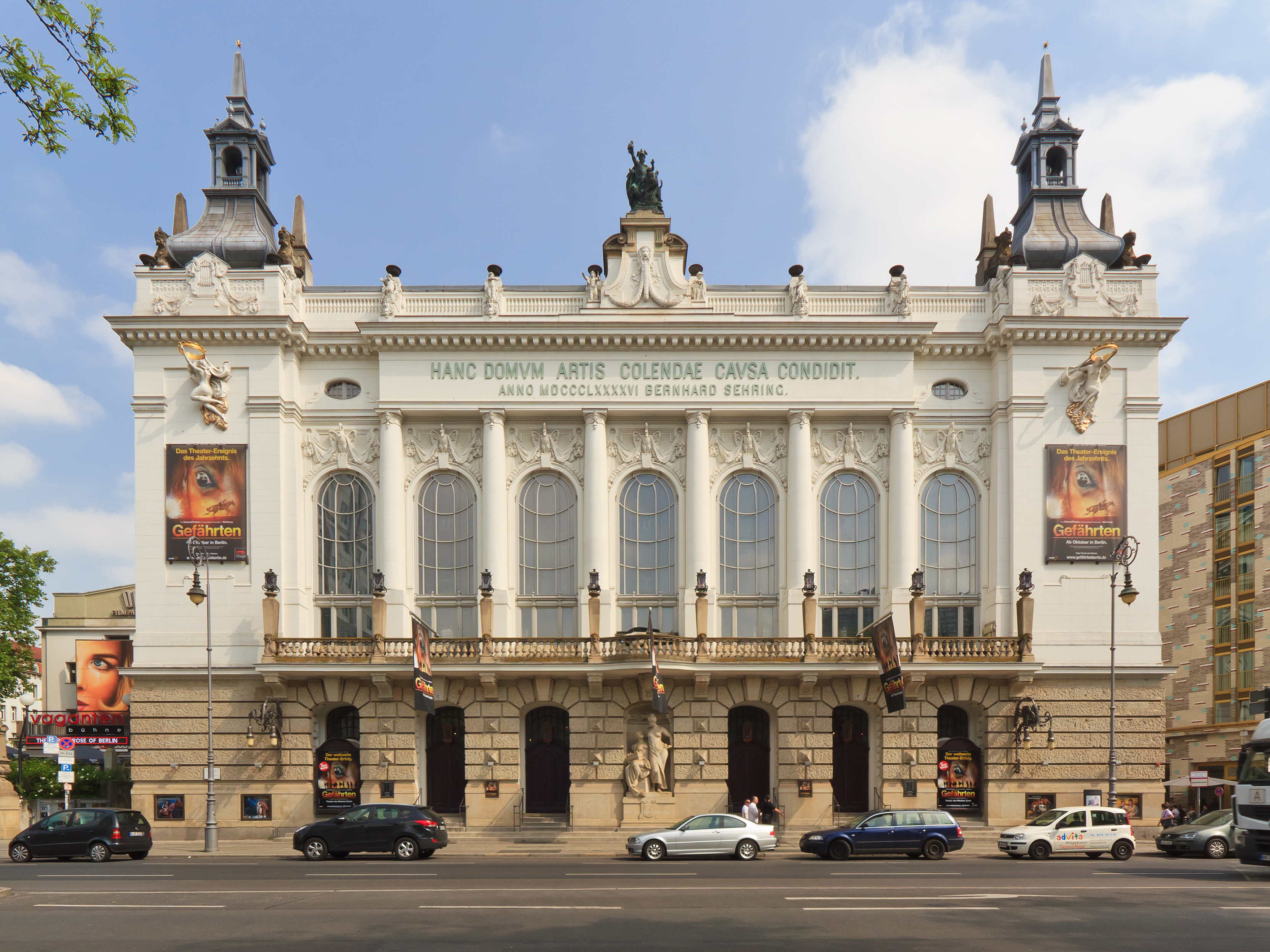
Theater des Westens

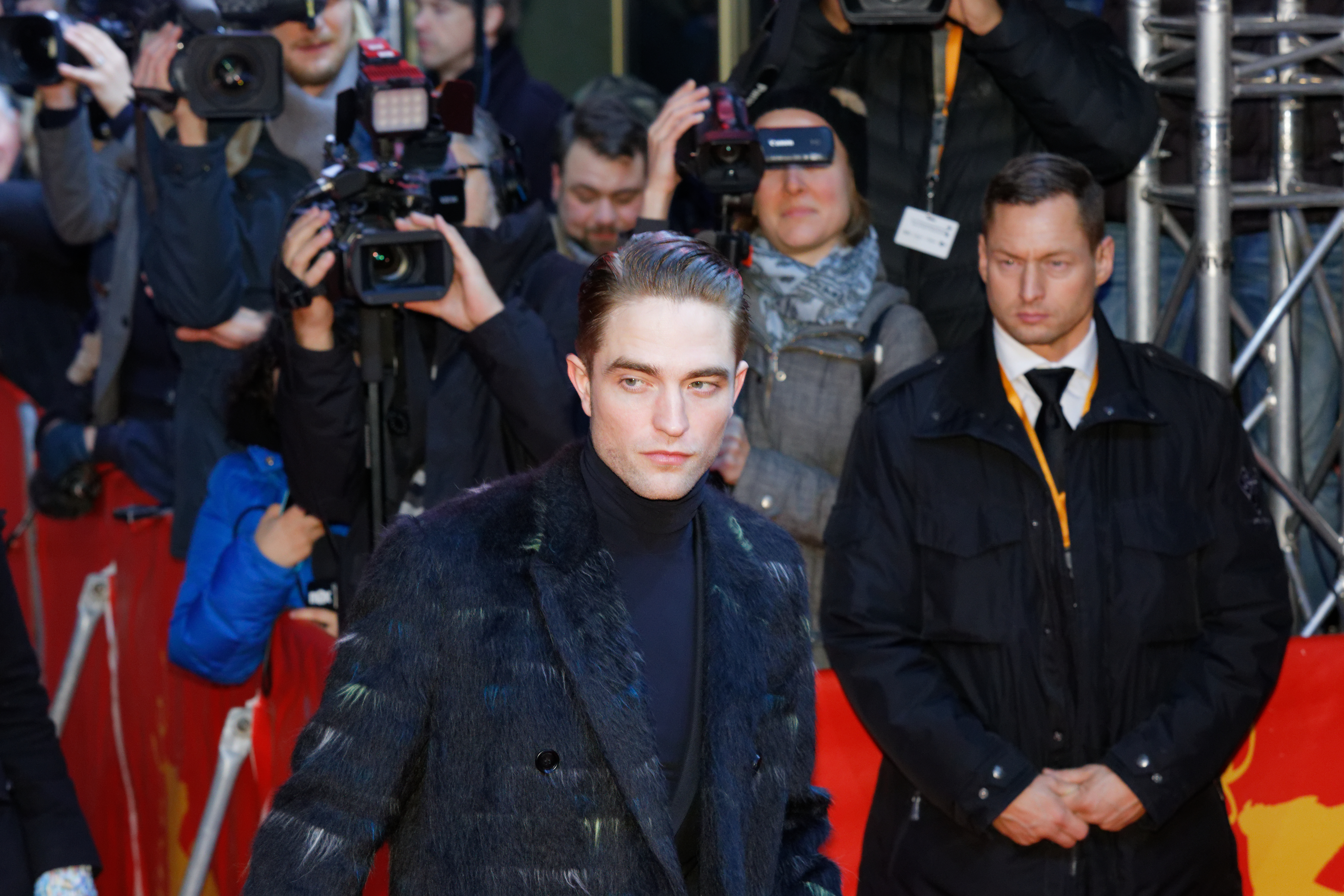
Berlinale im Zoo Palast

- Astor Film Lounge am Kurfürstendamm
- Cinema Paris im Maison de France am Kurfürstendamm
- C/O Berlin im Amerikahaus
- Delphi Filmpalast am Zoo in der Kantstraße
- Deutsche Oper Berlin in der Bismarckstraße
- Die Stachelschweine im Europa-Center
- Freie Theateranstalten Berlin am Klausenerplatz
- Jüdisches Gemeindehaus in der Fasanenstraße
- Kant-Kino
- Komödie am Kurfürstendamm
- Literaturhaus Berlin in der Fasanenstraße
- Neue Berliner Scala, Musiktheater
- Quasimodo in der Kantstraße
- Renaissance-Theater in der Hardenbergstraße
- Schiller-Theater in der Bismarckstraße
- Theater am Kurfürstendamm
- Theater des Westens in der Kantstraße
- Tribüne in der Otto-Suhr-Allee (derzeit kein Spielbetrieb)
- Vaganten Bühne in der Kantstraße
- Zoo Palast

## Verkehr

### Individualverkehr
Charlottenburg wird in Ost-West-Richtung von den auf gleicher Trasse verlaufenden Bundesstraßen B 2 und B 5 durchquert. Im Westen tangiert die Stadtautobahn den Ortsteil mit zwei Anschlussstellen.

### Schienenverkehr

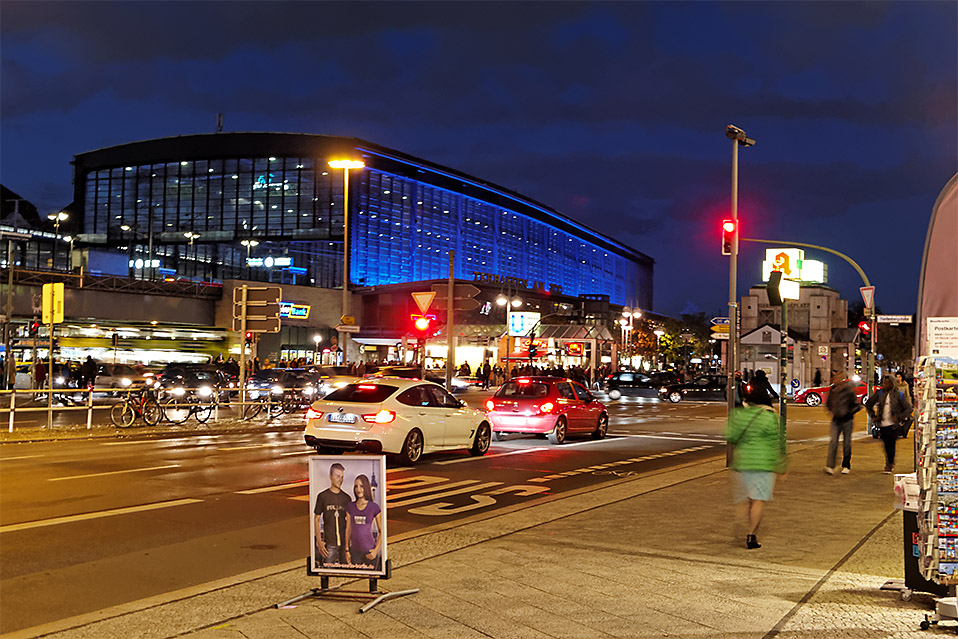
Bahnhof Zoo

Erster Fernbahnhof war der Bahnhof Charlottenburg am Stuttgarter Platz als westlicher Endpunkt der Berliner Stadtbahn. Er wurde am 7. Februar 1882 in Betrieb genommen, die Verbindung zur Wetzlarer Bahn, die bereits 1879 den Bahnhof Grunewald erreicht hatte, am 1. Juni 1882.
Der weiter östlich gelegene Bahnhof Zoologischer Garten wurde ebenfalls am 7. Februar 1882 eröffnet, Fernzüge hielten dort allerdings erst ab 1884. Zu Zeiten der Berliner Mauer war er für West-Berlin über Jahrzehnte hinweg – ebenso wie die damaligen Flughäfen Tegel und Tempelhof – ein Symbol für die Verbindung mit der Bundesrepublik. Obwohl im Westteil der Stadt gelegen, wurde er bis zur Vereinigung der deutschen Bahnen zur Deutschen Bahn AG 1994 von der Deutschen Reichsbahn betrieben. Der S-Bahnhof wurde ab dem 9. Januar 1984 von der BVG betrieben und modernisiert. Inzwischen wird der Bahnhof von Fernverkehrszügen der Deutschen Bahn zugunsten des im Jahr 2006 eröffneten Hauptbahnhofs nicht mehr bedient. Man befürchtete dadurch für die City West die Abkopplung vom Reiseverkehr. Die Regionalzüge halten weiterhin noch dort.
Weitere Bahnhöfe in Charlottenburg sind die S-Bahnhöfe Savignyplatz auf der Stadtbahn und Westend sowie Messe Nord/ZOB auf der Ringbahn.
Im Ortsteil Charlottenburg verlaufen die Linien U1, U2, U3, U7 und U9 der Berliner U-Bahn.

## Persönlichkeiten

### In Charlottenburg geboren
(nach Geburtsjahr geordnet)
- Friedrich Gottlieb Berger (1713–1794), Kupferstecher
- Constantin Philipp Georg Sartori (1747–1812), Bildhauer und Stuckateur
- Eduard Moritz von Flies (1802–1886), Offizier, zuletzt Generalleutnant
- Rudolph Amandus Philippi (1808–1904), Zoologe, Botaniker und Paläontologe
- Bernhard Eunom Philippi (1811–1852), Seemann, Naturaliensammler, Erkundungsreisender
- Julius Steiner (1816–1889), Schauspieler, Regisseur, Theaterdirektor
- Johannes Rabe (1821–1894), Maler
- Eduard Cauer (1823–1881), Historiker, Gymnasialdirektor und Stadtschulrat von Berlin
- Leo von Caprivi (1831–1899), Vizeadmiral der Kaiserlichen deutschen Marine, Politiker, Reichskanzler als Nachfolger Bismarcks
- Ernst von Bredow (1834–1900), Politiker, Rittergutsbesitzer und Landrat
- August von Bomsdorff (1842–1912), General der Infanterie
- Otto Geyer (1843–1914), Bildhauer, Medailleur und Hochschullehrer
- Otto March (1845–1913), Architekt
- Albert Geyer (1846–1938), Architekt, Baubeamter und Bauhistoriker
- Theodor Weyl (1851–1913), Chemiker und Mediziner
- Georg Michaelis (1852–1912), Präsident der Eisenbahndirektion Mainz
- Franz Oppenheim (1852–1929), Chemiker und Industrieller
- Hermann Mattutat (1861–1937), Landtagsabgeordneter in Württemberg
- Georg Sobernheim (1865–1963), Mediziner
- Erich Mattschaß (1866–1946), Maler
- Carl Friedrich von Siemens (1872–1941), Industrieller
- Martin Lutter (1874–1978), Offizier, Gutsbesitzer und Politiker
- Paul Stanke (1875–1948), Architekt
- Paul Mendelssohn Bartholdy (1879–1956), Chemiker und Industrieller
- Hans von Freyberg (1881–1945), Politiker (NSDAP), Reichstagsabgeordneter
- Erich Ewald (1884–1947), Bauingenieur, Stadtplaner, Gewerbeschullehrer, Luftbild-Fotograf und NS-Verwaltungsbeamter
- Franz Hoffmann (1884–1951), Architekt
- Robert Jahn (1885–1962), Gymnasiallehrer und Stadtarchivar
- Hans Rose (1885–1969), Marineoffizier und U-Boot-Kommandant
- Heinz Fuchs (1886–1961), Maler, Grafiker und Hochschullehrer
- Raul Mewis (1886–1972), Admiral der Kaiserlichen deutschen Marine
- Wilhelm Beringer (1887–1949), Architekt und Eisenbahnbeamter
- Roman Roth (1887–1988), Mathematiker und Hochschullehrer
- Friedrich Fromm (1888–1945), Heeresoffizier im Zweiten Weltkrieg, zuletzt Generaloberst
- Margarete Gropp (1888–1965), Ärztin
- Rudolf Peters (1888–1979), Jurist und Kommunalpolitiker
- Friedrich Karl Georg Rumpf (1888–1949), Zeichner, Volkskundler und Japanologe
- Carl Gunther Schweitzer (1889–1965), evangelisch-lutherischer Theologe
- Paul Röhrbein (1890–1934), Kampfbundführer
- Jenny Gertz (1891–1966), Tanzpädagogin
- Kurt von Tippelskirch (1891–1957), General der Infanterie
- Hermann Darsen (1892–1941), Regierungspräsident der Hohenzollernschen Lande
- Fritz Bauer (1893–1982), Radrennfahrer
- Erich Karweik (1893–1967), Architekt
- August Thiele (1893–1981), Marineoffizier, Vizeadmiral im Zweiten Weltkrieg
- Rüdiger von der Goltz (1894–1976), Jurist, Strafverteidiger und Politiker
- Albert Hirsch (1894–1944), römisch-katholischer Geistlicher, Widerständler und Opfer des Nationalsozialismus
- Ally Kay (1894–1986), Stummfilmschauspielerin und Filmproduzentin
- Helmut Leißner (1894–nach 1947), Kapitän zur See der Kriegsmarine und Gebietsführer der HJ
- Fritz Lindemann (1894–1944), General der Artillerie und Widerstandskämpfer gegen den Nationalsozialismus
- Werner March (1894–1976), Architekt
- Ernst Schoen (1894–1960), Komponist, Schriftsteller, Rundfunkpionier
- Edit von Coler (1895–1949), NS-Propagandistin, Wirtschaftsspionin, Dramaturgin und Auslandspressechefin im Reichsnährstand sowie Gestapo-Agentin und „Sonderbeauftragte in Rumänien“
- Paul Gruson (1895–1969), Bildhauer
- Walter Hückel (1895–1973), Chemiker und Hochschullehrer
- Rudolf Kaemmerer (1895–1974), Landrat des oberfränkischen Landkreises Coburg
- Heinrich Ruhfus (1895–1955), Konteradmiral im Zweiten Weltkrieg
- Annemarie Süchting-Koenemann (1895–1988), Malerin, Grafikerin, Bildhauerin und Schriftstellerin
- Günter Worch (1895–1981), Bauingenieur
- Georg Bertram (1896–1979), evangelischer Theologe, Pfarrer der Deutschen Christen und Hochschullehrer für das Neue Testament
- Paul Haehling von Lanzenauer (1896–1943), Generalmajor
- Johanna Hofer, geborene Stern (1896–1988), Schauspielerin
- Hansi Bochow-Blüthgen (1897–1983), Schriftstellerin, Lektorin und literarische Übersetzerin
- Franz Karl Meyer-Brodnitz (1897–1943), Arzt und Gewerbehygieniker
- Erna Weber (1897–1988), Mathematikerin, Hochschullehrerin
- Katti Wankel (1897–1992), Herausgeberin
- Maria von Bredow (1899–1958), Landwirtin und Politikerin
- Erich Deutsch (1899–1969), Politiker
- Ernst-Robert Grawitz (1899–1945), Geschäftsführer des Deutschen Roten Kreuzes, SS-Obergruppenführer und General der Waffen-SS sowie „Reichsarzt SS und Polizei“
- Veit Harlan (1899–1964), Schauspieler und Regisseur
- Karl-Günther Heimsoth (1899–1934), Mediziner, Publizist und Politiker
- Kurt Lieck (1899–1976), Schauspieler und Hörspielsprecher
- Erich Limpach (1899–1965), Lyriker
- Clara Stier-Somlo (1899–vor 1945), Volkswirtin und Bibliothekarin
- Sadjah Gezza (1900–1980), Schauspielerin und Tänzerin
- Rupprecht Leppla (1900–1982), Bibliothekar und Landeshistoriker
- Walter Meidinger (1900–1965), Fotochemiker
- Dinah Nelken (1900–1989; geboren als Bernhardine Schneider), Schriftstellerin und Drehbuchautorin
- Franz-Josef Wuermeling (1900–1986), Politiker, von 1953 bis 1962 Familienminister
- Robert Frick (1901–1990), evangelischer Theologe
- Hans Ilau (1901–1974), Politiker und Bankmanager
- Frederick Loewe (1901–1988), Komponist
- Günther Mönch (1902–1988), Physiker, Hochschullehrer
- Hermann Schwerin (1902–1970), Jurist, Manager und Filmproduzent
- Friedrich von Zahn (1902–1993), Ministerialbeamter, -direktor
- Günther Hellwig (1903–1985), Geigenbauer, Restaurator und Autor
- Hellmut Lehmann-Haupt (1903–1992), Kunsthistoriker und Hochschullehrer
- Günther Schulz (1903–1962), Mathematiker und Hochschullehrer
- Wieland Schmidt (1904–1989), Germanist und Bibliothekar
- Lotte Steinhoff (1904–1988), Schauspielerin
- Hans Volz (1904–1978), Historiker und Herausgeber
- Ludolf Grisebach (1905–1973), Filmschnittmeister
- Hans Bernd von Haeften (1905–1944), Diplomat und Widerstandskämpfer gegen den Nationalsozialismus
- Irmgard Keun (1905–1982), Schriftstellerin und NS-Opfer
- Henri Lehmann (1905–1991), Altamerikanist
- Arthur Nortmann (1905–1963), Maler und Filmarchitekt
- Lilian Weiß (1905–1942), Stummfilmschauspielerin
- Evelyn Holt (1906–2001), Schauspielerin
- Rolf Ibscher (1906–1967), Restaurator
- Siegfried Ringhandt (1906–1991), evangelischer Pfarrer, Superintendent und Propst
- Ulrich Biel (1907–1996), Jurist und Politiker
- Heinz Brandt (1907–1944), Generalmajor im Zweiten Weltkrieg und Olympiasieger im Springreiten
- Werner Kleinschmidt (1907–nach 1979), Maler, Designer, Hochschuldozent
- Georg Körner (1907–2002), Politiker, Mitglied des Deutschen Bundestags
- Wolfgang Kohte (1907–1984), Historiker und Archivar
- Louis Saguer (1907–1991), Komponist
- Hans-Alexander von Voss (1907–1944), Offizier und Widerstandskämpfer des 20. Juli 1944
- Ernst Wolf (1907–1989), DDR-Staatssekretär
- Fritz Meyer-Struckmann (1908–1984), Jurist und Bankier
- Ottfried Neubecker (1908–1992), Heraldiker und Vexillologe
- Alfred Schmidt (1908–1978), Politiker
- Ahasver von Brandt (1909–1977), Historiker und Archivar
- Eberhard von Thadden (1909–1964), Jurist, Referatsleiter und Judenreferent im Auswärtigen Amt
- Dietrich Wersche (1909–1998), Manager
- Louis Wolfgang Bondy (1910–1993), Buchhändler und Kommunalpolitiker
- Claus Müller-Schönefeld (1910–1991), Maler, Grafiker und Bildhauer
- Heinrich von Roeder (1910–?), Landrat
- Heinz Worner (1910–2008), Bildhauer
- Sybille Bedford (1911–2006), Schriftstellerin
- Clementia Egies (1911–1993), Schauspielerin
- Robert Gysae (1911–1989), Marineoffizier, U-Boot-Kommandant, zuletzt Flottillenadmiral der Bundesmarine
- Gerhart Rathenau (1911–1989), Physiker
- Martin Sandberger (1911–2010), SS-Standartenführer und verurteilter Kriegsverbrecher
- Hans Dolezalek (1912–2015), Physiker
- Karl-Heinz Gerstner (1912–2005), Journalist
- Fritz Tobias (1912–2011), Autor und Ministerialbeamter
- Walter Chall (1913–1933), Opfer der NS-Diktatur
- Otto Krüger (1913–2000), Tänzer, Choreograf und Ballettmeister
- Gerdt Kutscher (1913–1979), Altamerikanist
- Jutta Neuendorff-Fürstenau (1913–1997), Literaturwissenschaftlerin
- Meret Oppenheim (1913–1985), Künstlerin des Surrealismus
- Ernst Braasch (1914–1973), Schauspieler
- Siegfried Fliedner (1914–2002), Kunsthistoriker
- Hans-Joachim Krieger (1914–1944), SS-Funktionär
- Ellen Mahlke (1914–1988), Schauspielerin, Hörspielsprecherin und Schauspiellehrerin
- Gerhard Schmidt (1914–1990), Bezirksbürgermeister in Wilmersdorf
- Karlfranz Schmidt-Wittmack (1914–1987), Politiker und Agent der DDR
- Johann Georg von Rappard (1915–2006), Mühlenbesitzer und Genealoge
- Edgar von Schmidt-Pauli (1915–2001), Jurist und Diplomat
- Wilhelm Greverus (1916–1973), Bildhauer
- Heinz Kammer (1916–1989), Schauspieler
- Wolfram Langer (1916–2002), Ökonom und Staatssekretär
- Charlotte Salomon (1917–1943), Malerin
- Bernard H. Breslauer (1918–2004), Buchantiquar und Stifter
- Alfred Dürr (1918–2011), Musikwissenschaftler
- Hans-Joachim Marseille (1919–1942), Jagdflieger
- Annemarie Lindner (1920–2016), Unternehmerin, Pionierin der Naturkosmetik
- Hoimar von Ditfurth (1921–1989), Psychiater, Pharmaforscher, Journalist, Fernsehmoderator und populärwissenschaftlicher Schriftsteller
- Karl-Wolfgang Mirbt (1921–1982), Bibliothekswissenschaftler
- Rolf Vogel (1921–1994), Journalist
- Michael Hamburger (1924–2007), deutsch-britischer Autor und Übersetzer
- Inge Wolffberg (1924–2010), Schauspielerin, Synchronsprecherin und Kabarettistin
- Carola Buhlmann (1926–2014), Keramikerin
- Harry Wüstenhagen (1928–1999), Schauspieler und Synchronsprecher
- Harald Juhnke (1929–2005), deutscher Schauspieler, Synchronsprecher, Entertainer und Sänger
- Hansgeorg Meyer (1930–1991), Schriftsteller und Journalist
- Hubert Walter (1930–2008), Anthropologe, Hochschullehrer
- Kurt Wernicke (* 1930), Historiker
- Andreas Feldtkeller (1932–2024), Architekt und Stadtplaner
- Karl Veit Riedel (1932–1994), Volkskundler und Theaterwissenschaftler
- Günter Wirth (* 1932), Maler, Grafiker und Galerist
- Friedrich-Wilhelm Kiel (1934–2022), Politiker
- Brigitte Weigert (1934–2007), Malerin und Tischtennis-Nationalspielerin
- Fritz Köppen (1935–2022), Leichtathlet, Olympiateilnehmer
- Fred S. Oldenburg (1937–2016), Politologe und Ökonom
- Burckhard Garbe (1941–2021), Schriftsteller und Germanist
- Bernward Wember (* 1941), Medienwissenschaftler, Buchautor und Filmemacher
- Thomas Elsaesser (1943–2019), Regisseur und Professor für Film- und Fernsehwissenschaften an der Universität Amsterdam
- Michael Klein (1943–2022), Bildhauer
- Drafi Deutscher (1946–2006), Sänger
- Henry Hübchen (* 1947), Schauspieler und Komponist
- Wolfgang Schulze (1953–2020), Sprachwissenschaftler
- Désirée Nick (* 1956), Entertainerin
- Christoph Marcinkowski (* 1964), Islamwissenschaftler und Iranist
- Jan Peter Bremer (* 1965), Schriftsteller
- Jens Dietrich (* 1965), Politiker (AfD)
- Boris Aljinovic (* 1967), Schauspieler
- Johannes Schröder (* 1974), Kabarettist
- Lars Eidinger (* 1976), Schauspieler
- Prinz Pi (* 1979), Rapper
- Vanessa Kossen (* 1981 oder 1982), Journalistin und Fernsehmoderatorin

### Mit Charlottenburg verbunden
(nach Geburtsjahr geordnet)

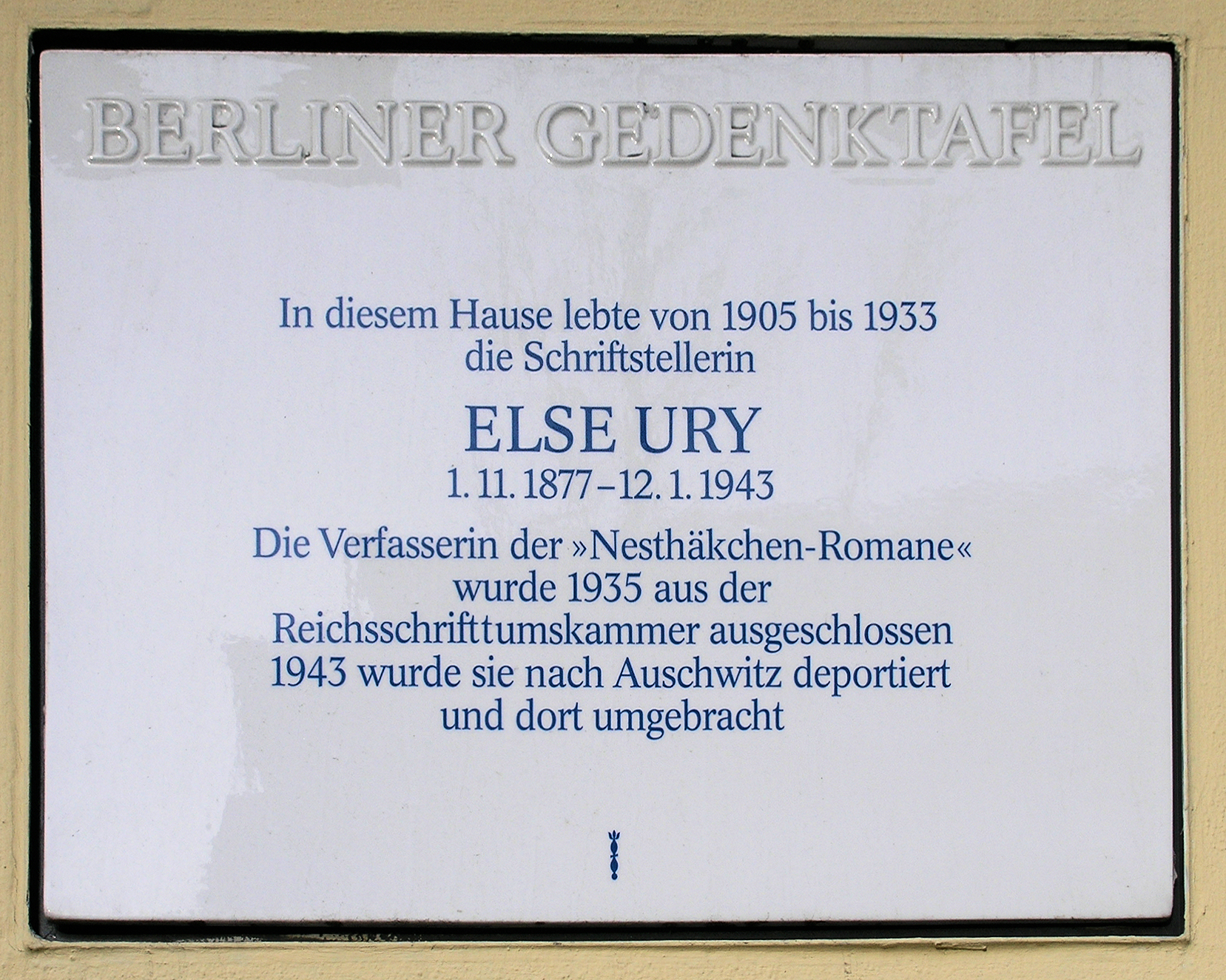
Gedenktafel für Else Ury

- Friedrich Strehlke (1825–1896), Pädagoge und Literaturwissenschaftler
- Max Cassirer (1857–1943), Lokalpolitiker, Unternehmer und NS-Opfer
- Catharina Klein (1861–1929), Blumenmalerin
- Adele Sandrock (1863–1937), Schauspielerin; lebte von 1905 bis 1937 in Charlottenburg
- Rudolf Walter (1864–1941), Architekt zahlreicher Gebäude in Charlottenburg
- Else Ury (1877–1943), Kinderbuchautorin und NS-Opfer; lebte von 1905 bis 1933 in Charlottenburg
- Trude Hesterberg (1892–1967), Schauspielerin und Sängerin; gründete 1921 in Charlottenburg die Wilde Bühne
- Jan Bontjes van Beek (1899–1969), Keramiker, Bildhauer und Tänzer sowie Widerstandskämpfer gegen den Nationalsozialismus; hatte eine Keramik-Werkstatt in Charlottenburg und lebte dort
- Helmut Himpel (1907–1943), Widerstandskämpfer gegen den Nationalsozialismus; lebte in Charlottenburg
- Maria Terwiel (1910–1943), katholische Widerstandskämpferin gegen den Nationalsozialismus; lebte in Charlottenburg
- Heinz Kaschke (1916–2002), Politiker, lebte in der Schloßstraße
- Cato Bontjes van Beek (1920–1943), Widerstandskämpferin gegen den Nationalsozialismus; lebte in Charlottenburg
- Mietje Bontjes van Beek (1922–2012), Malerin und Autorin; lebte bei ihrem Vater Jan in Charlottenburg
- Brigitte Grothum (* 1935), Schauspielerin und Synchronsprecherin; absolvierte ihr Abitur an der Ricarda-Huch-Schule in Charlottenburg
- Barbara Schöneberger (* 1974), Moderatorin, Schauspielerin und Sängerin, lebt in Charlottenburg
- Benjamin von Stuckrad-Barre (* 1975), Schriftsteller, lebt in Charlottenburg

## Filme
- Bilderbuch: Berlin-Charlottenburg. rbb 2015. Erstausstrahlung am 3. April 2015. Film von Stephan Düfel.